# No Cav
 (août 2022).
Chaque information importante d'un article doit être vérifiable, en s'appuyant sur une référence à une source fiable. Mais dès lors que cette exigence est remplie, multiplier les références pour une même information dissuade le lecteur de vérifier ces trop nombreuses sources en donnant du même coup le sentiment d'une volonté promotionnelle de s'approprier l'article. 

En pratique : Cette multiplication inutile de références pour une même information sera avantageusement remplacée par une source unique de meilleure qualité, telle qu'une source secondaire englobant et analysant plusieurs sources primaires : Wikipédia est une encyclopédie, qui doit donc faire la synthèse des connaissances sur un sujet donné et non viser à un recensement exhaustif de type « base de données ». 

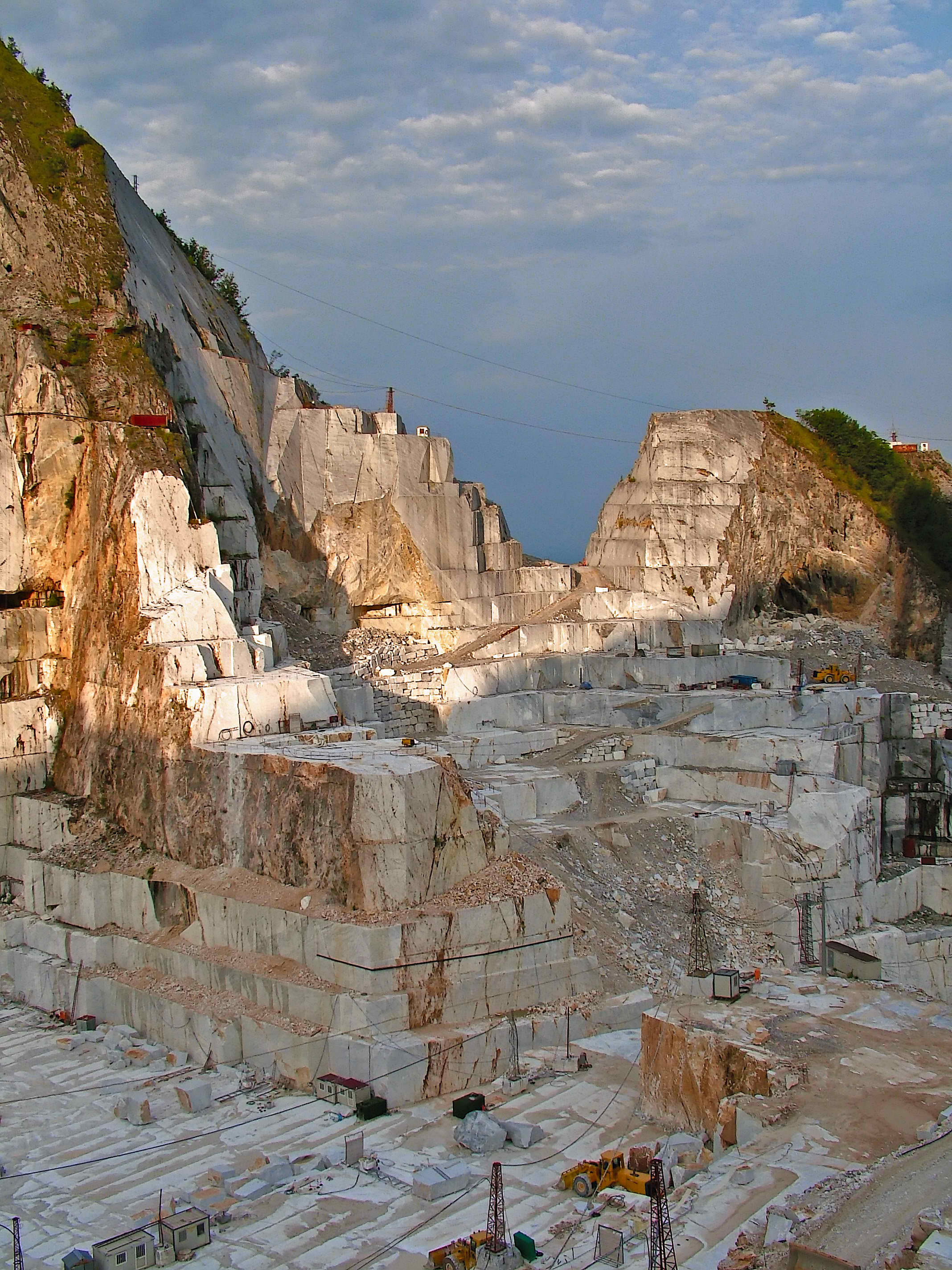
Cava di Gioia (Carrara) et la modification de la forme du sommet qui en découle

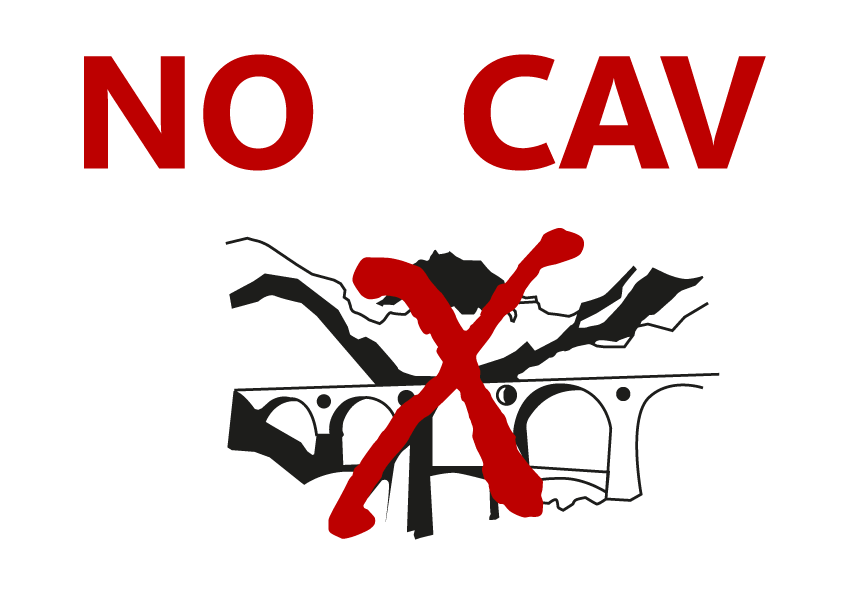
Logo NO CAV

No Cav est un terme journalistique utilisé pour désigner un mouvement de protestation italien né au début du XXIe siècle et composé d'associations et de groupes de citoyens dénonçant l'impact des carrières d'extraction de marbre de Carrare dans les Alpes apuanes.

## Nom et symbole

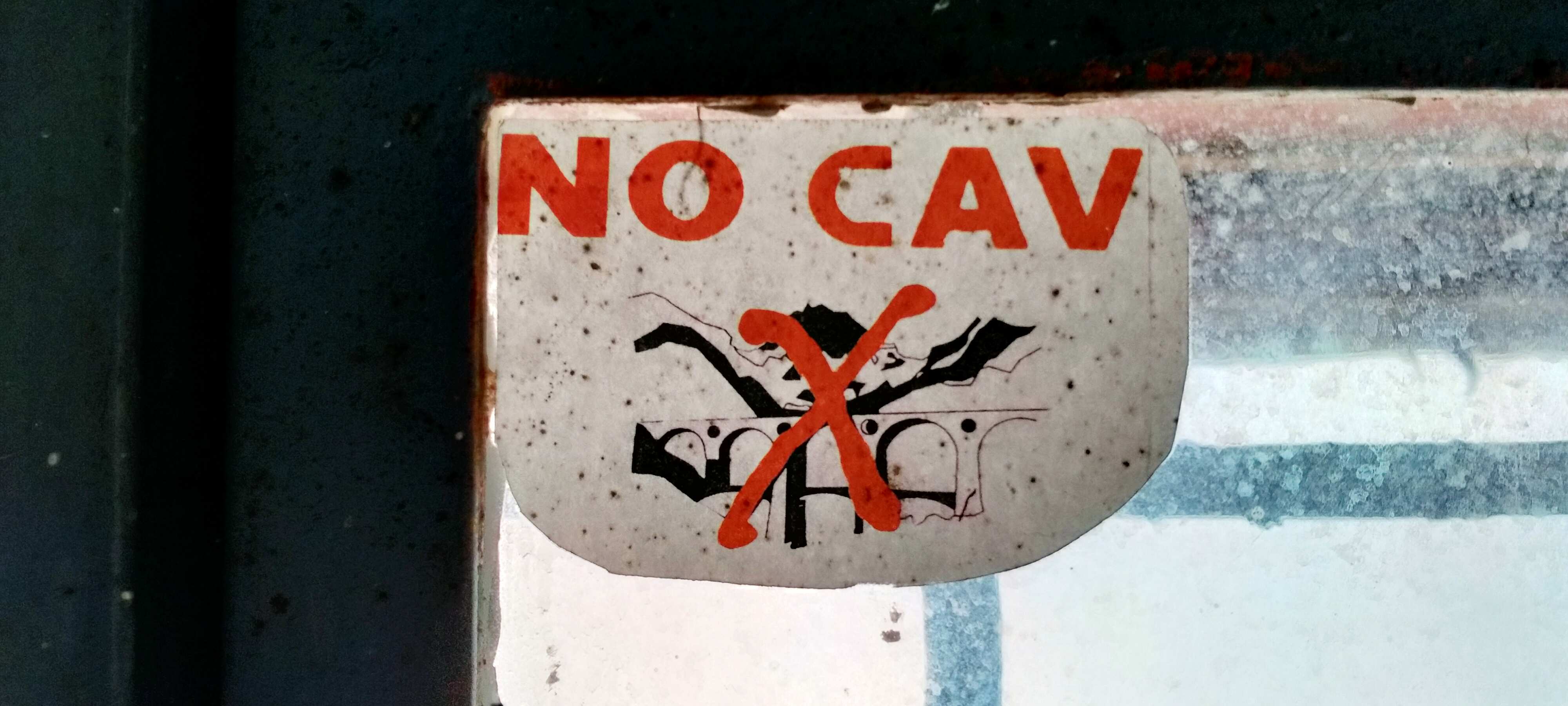
Autocollant No Cav au bivouac d'Aronte (Passo della Focolaccia, Alpes Apuanes)

No Cav, abréviation de l'italien No Cave (Pas de carrières), a été utilisé pour la première fois dans un article de le journal Il Tirreno en 2014 .
Le symbole No Cav consiste en une représentation stylisée en noir et blanc du Viaduc de Vara du chemin de fer de Carrare traversé par un grand « X » rouge, au-dessus duquel les mots « NO CAV » également rouges. Le tout sur fond blanc.
Ce symbole, dont le graphisme rappelle celui du mouvement italien NO TAV est apparu en 2020, lors d'un événement organisé par l'écologiste Gianluca Briccolani, qui l'année suivante, aurait fondé l'association Apuane Libere, avec Claudio Grandi et d'autres.
Ce logo et le terme No Cav ne sont pas acceptés par tous les groupes du mouvement et certains se définissent avec d'autres définitions.[réf. nécessaire]

## Caractéristiques

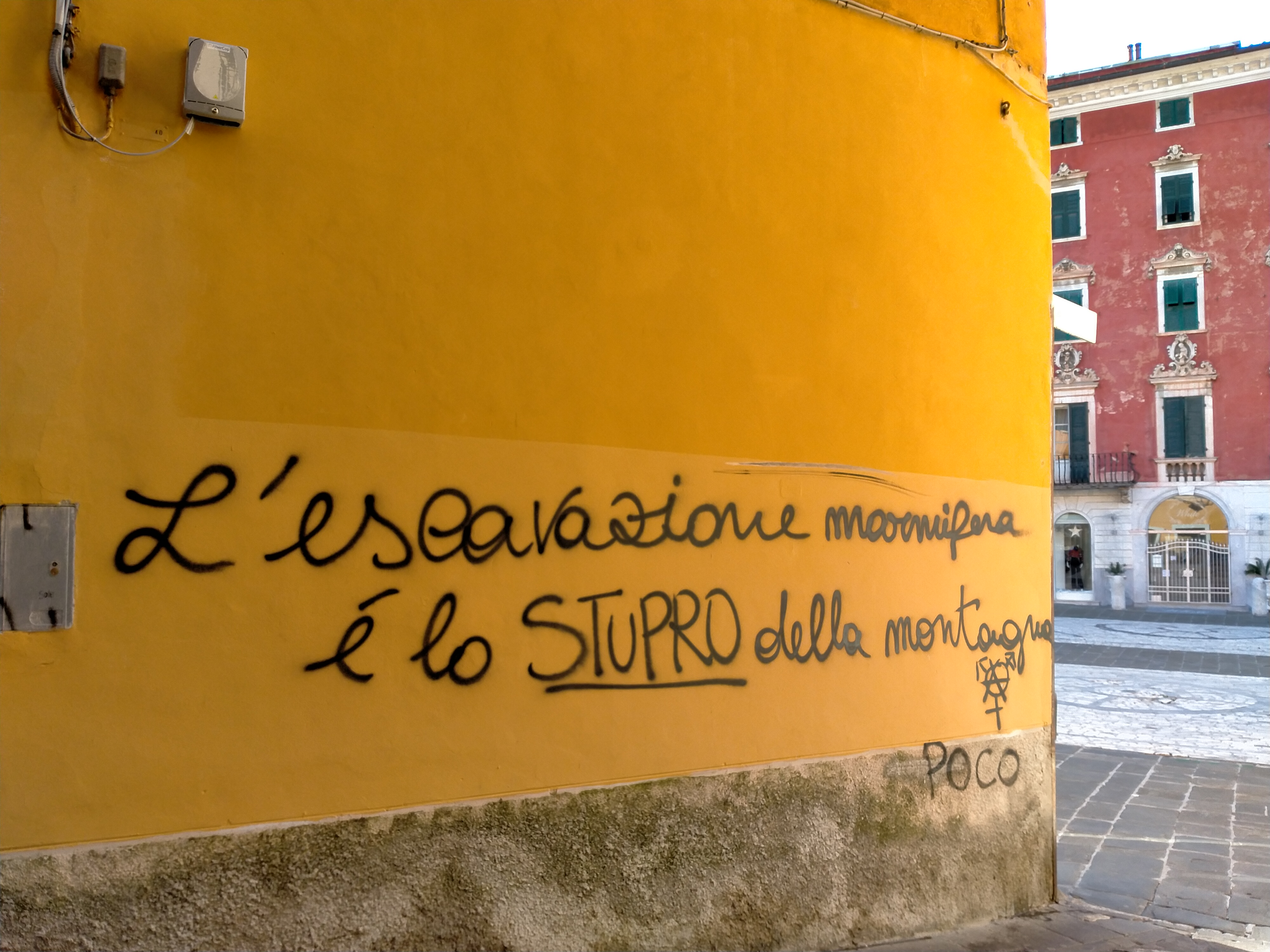
Slogan No Cav sur un mur à Carrara, 2021

Le phénomène No Cav est classé dans l'Atlas italien des conflits environnementaux, qui fait partie de l'Atlas de la justice environnementale, comme un «conflit proactif en faveur d'alternatives durables» .
Les écologistes ont réussi à développer dans la société civile un mouvement d'opinion sensible à la question de la sauvegarde des Alpes Apuanes.
Les méthodesutilisées par les No Cav incluent manifestations , marches , flash mobs , appels , pétitions , actions comme celle du Giro d'Italia 2021  ou au sommet du mont Blanc , barrages routiers , procès , initiatives politiques au niveau local , régional , italien , européen  et international, sensibilisation, pression sur les entreprises , préparation de report  et activisme médiatique .

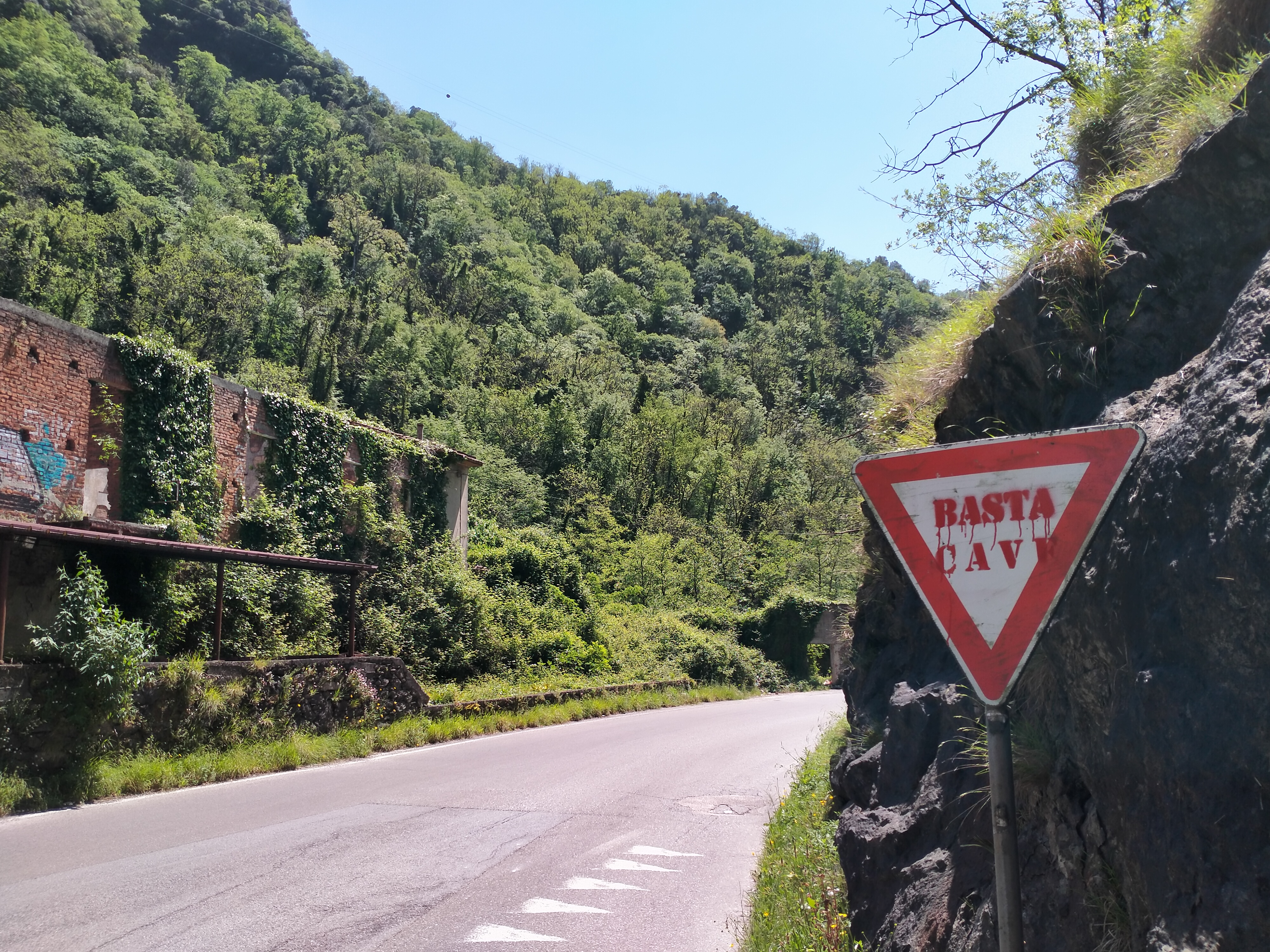
Slogan No Cav sur un panneau routier près du village Canevara (Massa)

## Adhésions

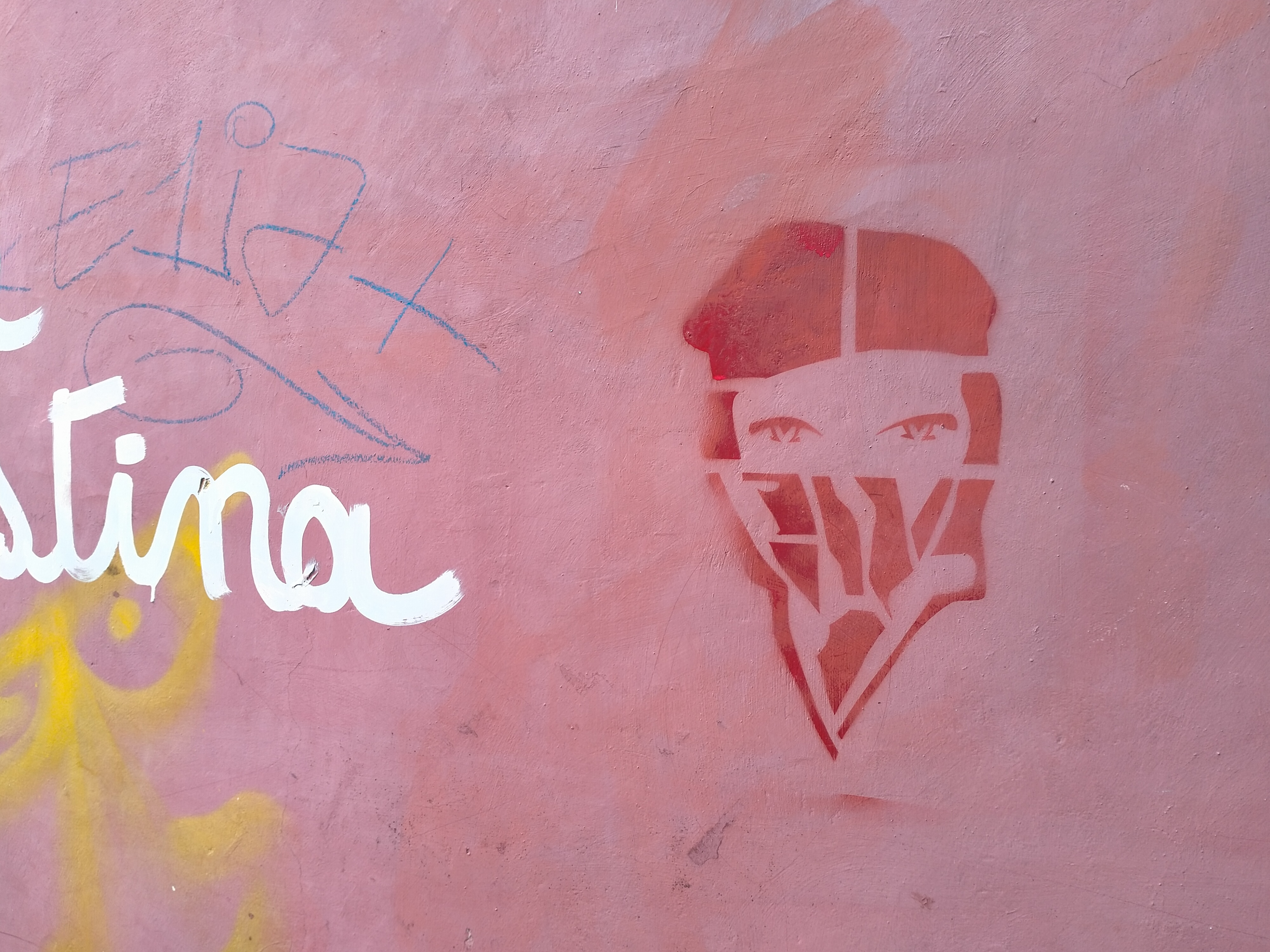
Logo du groupe No Cav Athamanta sur un mur à Carrara, 2021

De nombreux  groupes se battent depuis des années  contre l'activité minière intensive dans les Alpes Apuanes:
- associations environnementales, telles que Legambiente [24], Groupe d'intervention légale [25], WWF [26], Extinction Rebellion [27], Sea Shepherd [28], Les Amis de la Terre, Apuane Libera[29], et d'autres [30]
- des groupes de spéléologie [31] et d'alpinisme, dont CAI [32], Mountain Wilderness [33] et la Fédération italienne de randonnée [34]
- associations de protection du paysage comme Italia Nostra [35] et Fondo Ambiente Italiano [36]
- comités et mouvements tels que Salviamo le Apuane[37], Réseau des comités pour la défense du territoire[38],[39], Assemblée permanente Carrara[40] et Fridays for Future [41]
- des collectifs et des centres sociaux comme Athamanta[42],[43] (nommé en l'honneur d'Athamanta di Corti, une plante endémique apuane menacée d'extinction) et d'autres [44]
- des groupes d'inspiration religieuse comme l'Académie Apuane de la Paix[45],[46]
- les associations socioculturelles telles que l'ARCI [47]
- associations non directement impliquées dans les questions environnementales ou paysagères, telles que Slow Food [48], Giros et autres [49]
- des citoyens qui ne font partie d'aucune association, mais qui soutiennent la cause en prenant part aux initiatives No Cav [50]

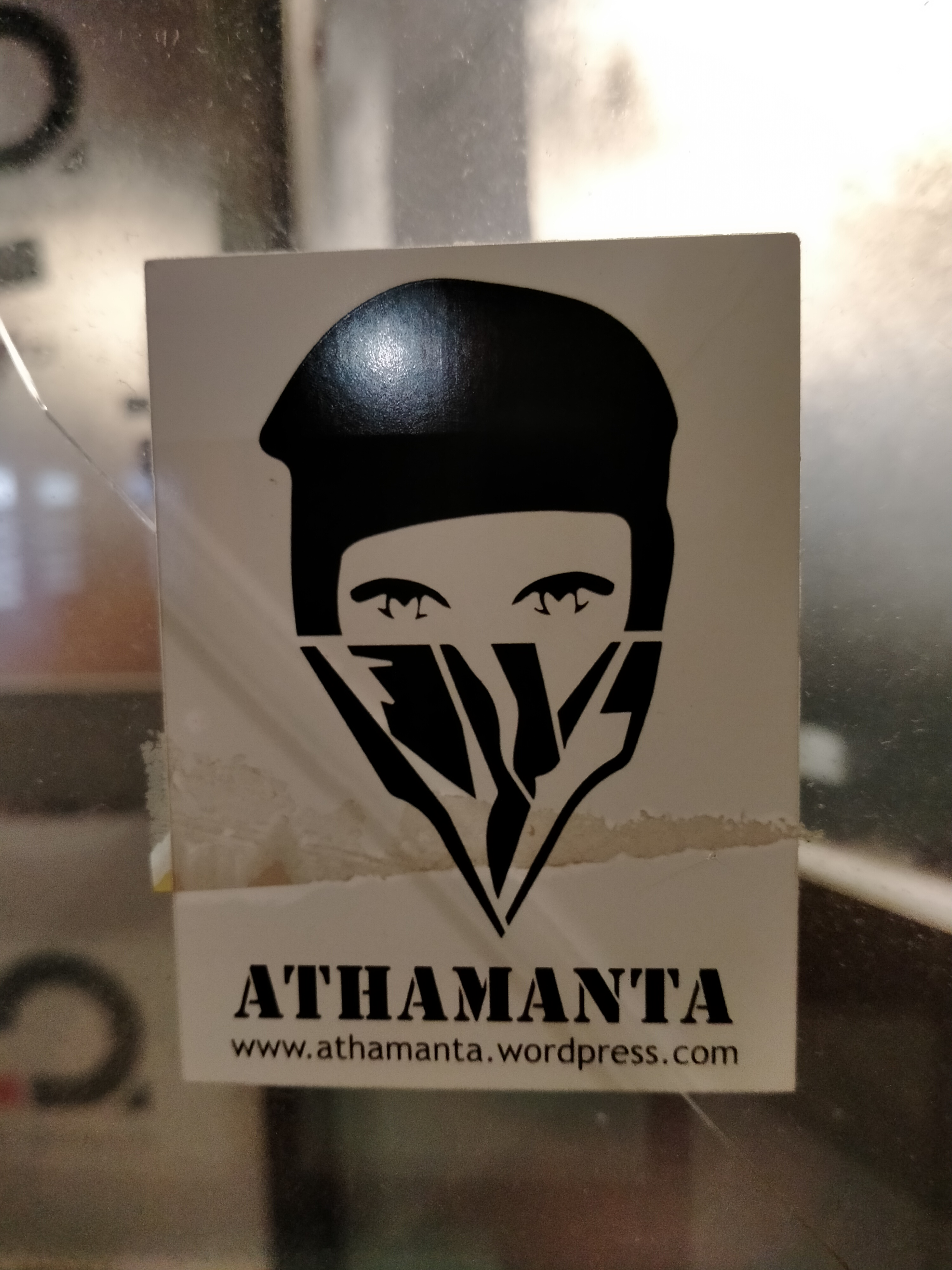
Autocollant avec le logo du groupe No Cav Athamanta au club historique ARCI "CRO Darsene 1945" à Viareggio

De nombreux intellectuels et personnalités italiens, parmi lesquels Andrea Camilleri, Moni Ovadia, Salvatore Settis, Adriano Prosperi, Paolo Maddalena , Tomaso Montanari, Roberta De Monticelli, Maurizio Maggiani, Mario Perrotta, Alberto Asor Rosa, Paolo Cognetti, Enzo Fileno Carabba, Angelo Baracca, Vittorio Emiliani, Edoardo Salzano, Pancho Pardi, Alessandro Gogna, Claudio Lombardi, Alberto Magnaghi, Andrea Lanfri, Rossano Ercolini, s'engagent pour la défense des Alpes apuanes. Le dessinateur Sergio Staino a créé un dessin animé sur ce sujet. Entre la fin des années 2000 et le début des années 2010, Beppe Grillo épouse également sur son blog des positions proches de celles de No Cav .
La campagne No Cav trouve des partisans au-delà des frontières italiennes, notamment en Allemagne. Les personnalités internationales proches des idées No Cav sont: Vandana Shiva et Raul Zibechi . Les partis plus proches des positions No Cav sont Refondation communiste, Potere al Popolo  et des politiciens individuels, comme Pietro Ichino et Tommaso Fattori . Il faudra attendre 2021 pour qu'un parti, Europe verte-Les Verts, dirigé par Eros Tetti, inscrive dans son programme la fermeture des carrières relevant du Parc Naturel Régional des Alpes Apuanes.

## Histoire

### Exploitation minière dans les Alpes Apuanes

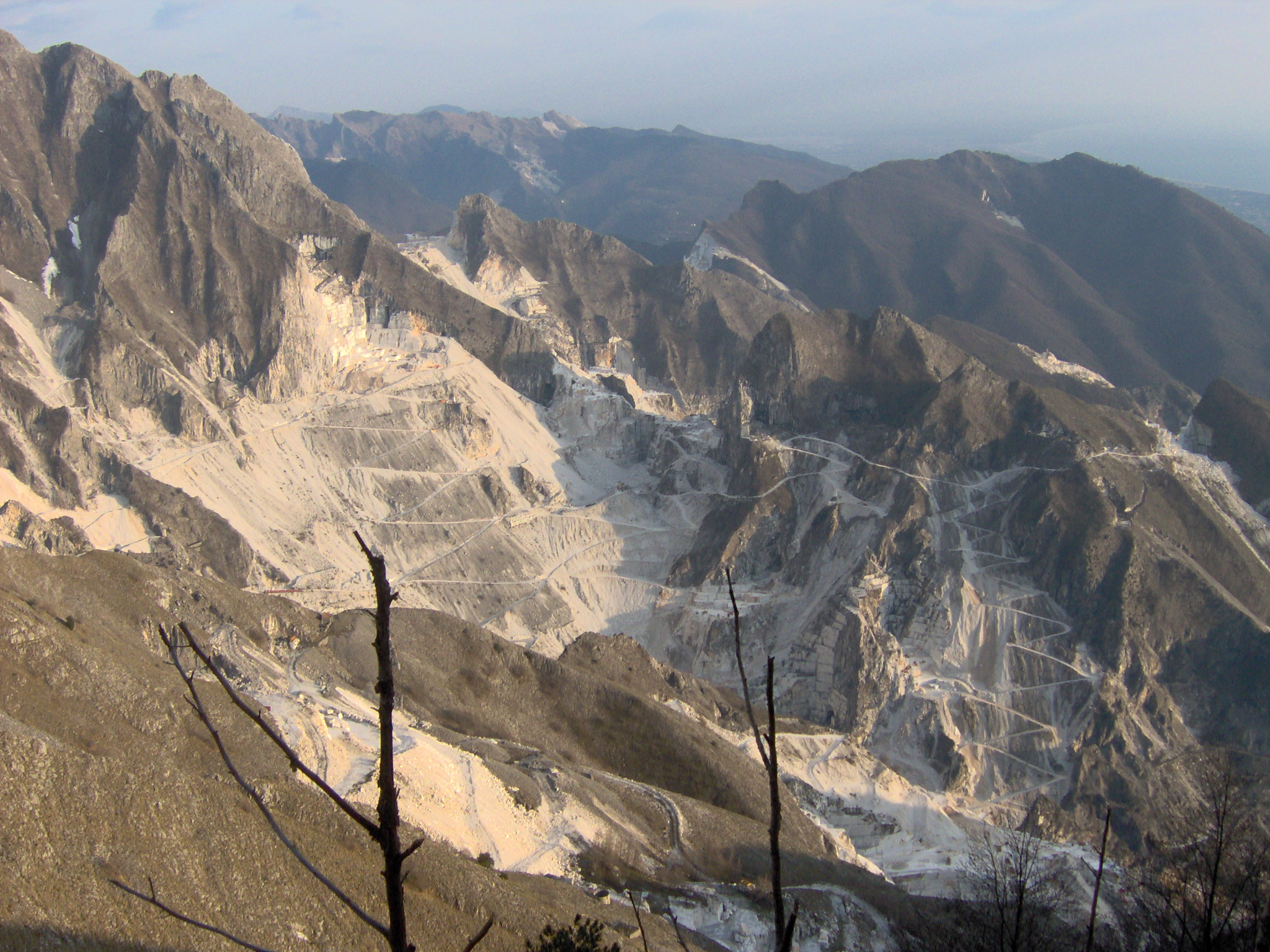
Les carrières vues de Campocecina et impact sur la morphologie des lieux.

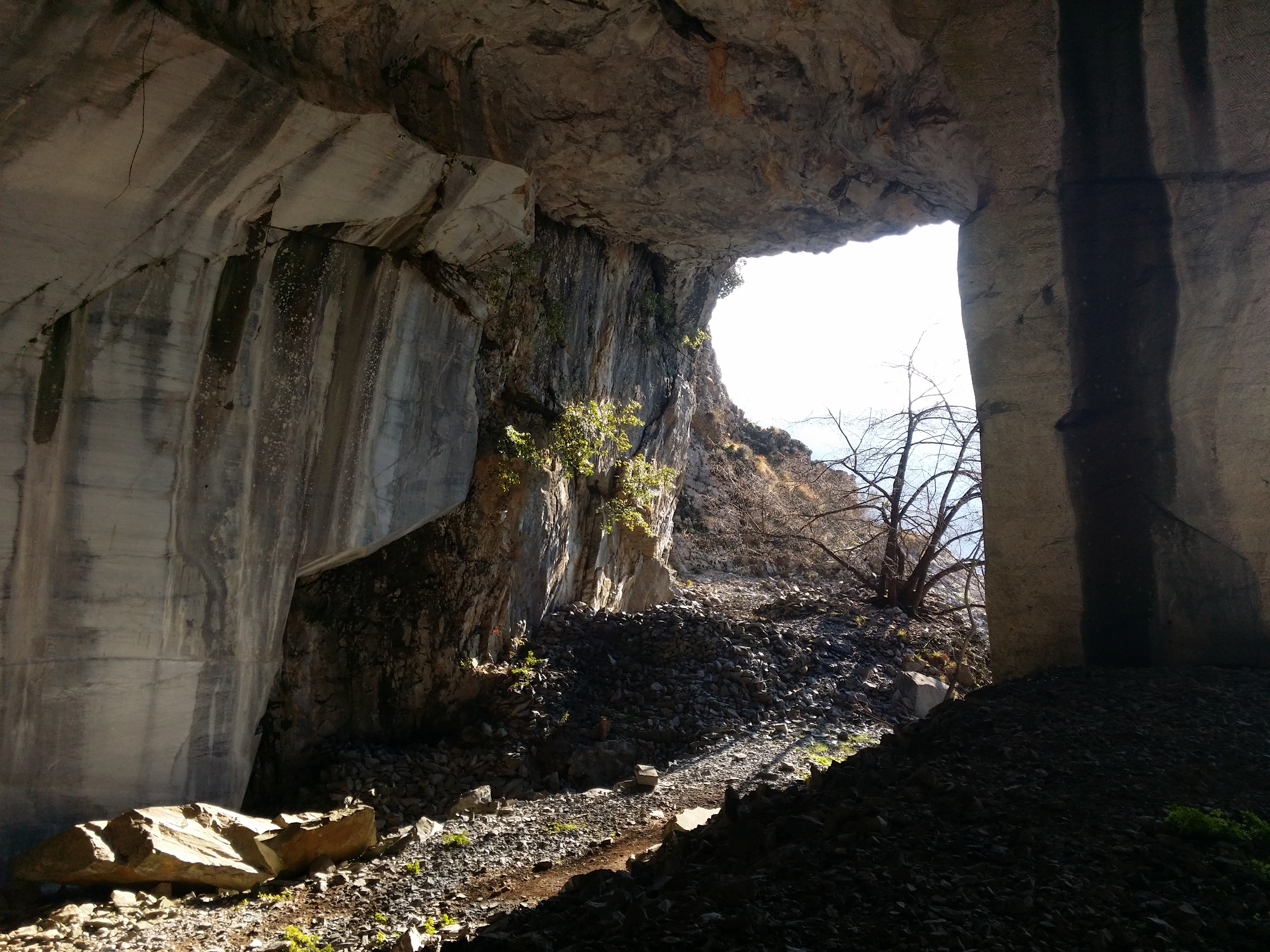
Carrière de marbre à Retignano, Stazzema (LU)

Les carrières de pierre des Alpes Apuanes étaient probablement déjà exploitées à l'âge du fer, mais l'activité minière proprement dite se développa à partir de l'époque romaine. Des carrières les plus anciennes, il ne reste pas grand-chose, puisque l'activité minière qui s'est poursuivie au cours des siècles a provoqué leur destruction progressive. En revanche, les carrières de La Tagliata (Miseglia) et de Fossacava (Colonnata)  sont encore intactes, bien que peu valorisées d'un point de vue historico-archéologique et touristique . Une autre carrière d'origine certainement ancienne est la carrière dite romaine de Forno (Massa), objet de contentieux judiciaires pour atteintes à l'environnement  et dont la compatibilité environnementale n'a pas été renouvelée en 2017 .
L'apogée de la renommée du marbre de Carrare s'est produite à la Renaissance lorsqu'il a été utilisé par Michel-Ange.
Entre la fin du XVIIIe  et le  XIXe siècle, on assiste à une augmentation rapide des carrières, qui se concentrent entre les mains de quelques concessionnaires , et à «l'industrialisation» de l'exploitation minière, qui attire un grand nombre d'ouvriers de les communautés montagnardes, les faisant passer d'occupations agro-pastorales traditionnelles à des occupations minières . La construction du chemin de fer privé en marbre de Carrare remonte à cette période, sur laquelle se trouvent actuellement des projets de régénération urbaine  et le port de Carrare.
En plus de celles de marbre, il y avait autrefois aussi des mines d'autres minéraux. En 2015, le cas de la grave contamination au thallium de l'aquifère, et par conséquent de l'aqueduc, de Pietrasanta a explosé en raison des mines de périte de Valdicastello, abandonnées dans les années 1980 et jamais récupérées.
Dans les dernières décennies, l'activité minière s'est considérablement développée en termes de matériaux extraits, selon la revue Focus "au cours des 20 dernières années, plus de deux mille ans d'histoire ont été fouillés ici" . Toutefois, selon le journal Corriere della Sera, le nombre de personnes employées dans les carrières est passé de 16 000 dans les années 1950 à environ 1 000 aujourd'hui[Quand ?].

### Les mouvements de protection des Alpes Apuanes

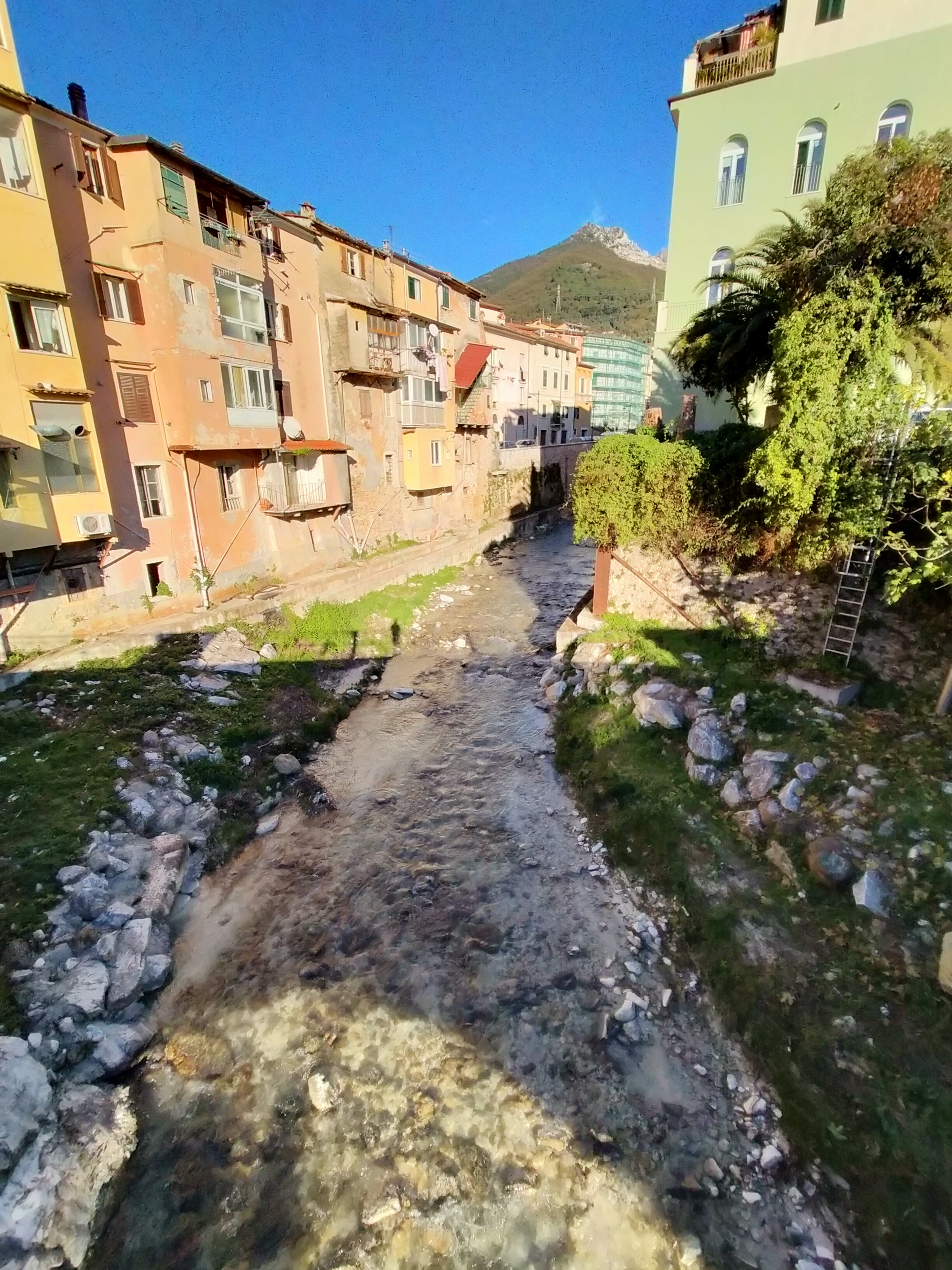
Boue de marbre dans la rivière Carrione, Carrara, 2021

En 1985, à la suite de la présentation en 1978 d'une loi d'initiative populaire, la Région Toscane a créé le Parc Naturel Régional des Alpes Apuanes . En 1997, avec la loi régionale 65/1997, le périmètre du parc a été réduit de 54 000 hectares aux 20 598 actuels[Quand ?], afin de protéger la présence de carrières, reclassées en « zones contiguës » . À cause de ce reclassement, le Conseil d'État a rejeté en 2021 le recours des associations contre la réouverture des carrières dans les zones précitées , sauf à les superposer à des zones de protection SIC, SIR ou ZPS .
Dans les années 1980 il y a eu des luttes écologistes qui ont conduit à la fermeture des carrières de dolomie de Forno . Au moins depuis 2000, des recours d'associations environnementales contre l'industrie du marbre apuane .
En 2000, par une loi nationale (toujours en vigueur), l'institution du Parc Archéologique des Mines des Alpes Apuanes (Parco Archeominerario delle Alpi Apuane) a été décrétée pour protéger les témoignages de celui des temps anciens de l'activité minière actuelle . Toutefois, l'établissement effectif du parc a été suspendu en 2006, contre les avis favorables des autorités locales . Pour surmonter les retards, le Parc Régional des Alpes Apuanes a créé en 2003 le Système Muséal d'Archéologie Minière des Alpes Apuanes (Sistema museale di archeologia mineraria delle Alpi Apuane).
À partir des dernières expériences de lutte pour la protection des Apuanes, le conflit environnemental en cours et l'actuel mouvement No Cav se seraient développés. Selon l'Atlas italien des conflits environnementaux, qui fait partie de l'Atlas de la justice environnementale, ce «conflit proactif en faveur d'alternatives durables» est né en 2009 , l'année où Salviamo le Apuane, fondé par Eros Tetti, a lancé le premier mobilisation, avec une bonne réponse.
En 2010, Salviamo le Apuane présentait un plan articulé appelé "PIPSEAA": Plan de programme alternatif de développement économique pour les Alpes Apuanes (Piano Programma di Sviluppo Economico Alternativo per le Apuane)  pour une transition économique progressive du territoire qui lui permettrait de se distancer du marbre sans chocs d'emploi.
En 2014, le conseil régional de Toscane a approuvé un plan de «fermeture progressive des carrières» , promu par la conseillère régionale Anna Marson, puis retiré à la suite des pressions de la Confindustria .
Il Tirreno a utilisé pour la première fois le terme « No Cav » pour définir les militants contre les carrières apuanes .
En 2014, à la suite de la énième inondation qui frappe la ville de Carrare, naît l'Assemblée permanente de Carrare, qui occupe l'hôtel de ville pendant deux mois . Ce groupe se bat pour la protection de l'environnement de la région de Carrare et a exprimé des positions proche des idées No Cav .
En 2016, un groupement d'associations appelé Coordinamento Apuano a signé un document intitulé Manifeste pour les Alpes Apuanes , dans lequel il a argumenté et détaillé un plan de transition économique verte qui conduirait le territoire Apuane à se libérer de la filière marbre, axée sur la défense de l'environnement et du paysage, sur le tourisme et sur les productions agroforestières. En fait, il existe déjà de précieuses productions agricoles et gastronomiques apuanes  parmi lesquelles le vin a augmenté ces dernières années , en particulier Candia dei Colli Apuani, qui pourraient être promues et renforcées.
Le parti politique Europe verte-Les Verts, qui vise à fermer les carrières relevant du Parc naturel régional des Alpes apuanes , a proposé en 2020 un référendum abrogatoire sur la réglementation régionale  favorable aux carrières .
En 2020, une pétition a été lancée pour la création d'un parc national  des Alpes Apuanes ou pour les fusionner avec le parc national de l'Apennin toscan-émilien  afin de garantir une protection plus étroite de la chaîne de montagnes. La même année est né le collectif Athamanta, alliant l'expérience des centres sociaux à celle de l'environnementalisme. Les premiers drapeaux No Cav sont apparus .
En 2021 le CAI (Club alpin italien) a proposé la création d'un Parc Culturel des Apuanes .
Toujours en 2021, l'association Apuane Libera est née. En juillet l'association naissante organise une manifestation auquel participent 31 autres associations. À cette occasion, des émeutes ont lieu à Passo Sella, où les manifestants entrent en contact avec une contre-manifestation en faveur des carrières organisée par la Confindustria .
En septembre l'association Salviamo le Apuane a présenté au groupe de travail de l'ONU sur les entreprises et les droits de l'homme (UN Working Group on Business and Human Right) un dossier conséquent sur la situation des Apuanes, élaboré avec l'aide de l'Université de Wageningen .
En 2022, le Conseil d'État a rejeté le recours des entreprises contre le nouveau Plan Extractif (Piano Estrattivo) de la Région Toscane, établissant qu'il est du droit et du devoir de l'autorité de protéger l'environnement, en particulier d'un «unicum» tel que les Alpes Apuanes, limitant même la liberté d'initiative économique .

## Arguments

### Pollution environnementale

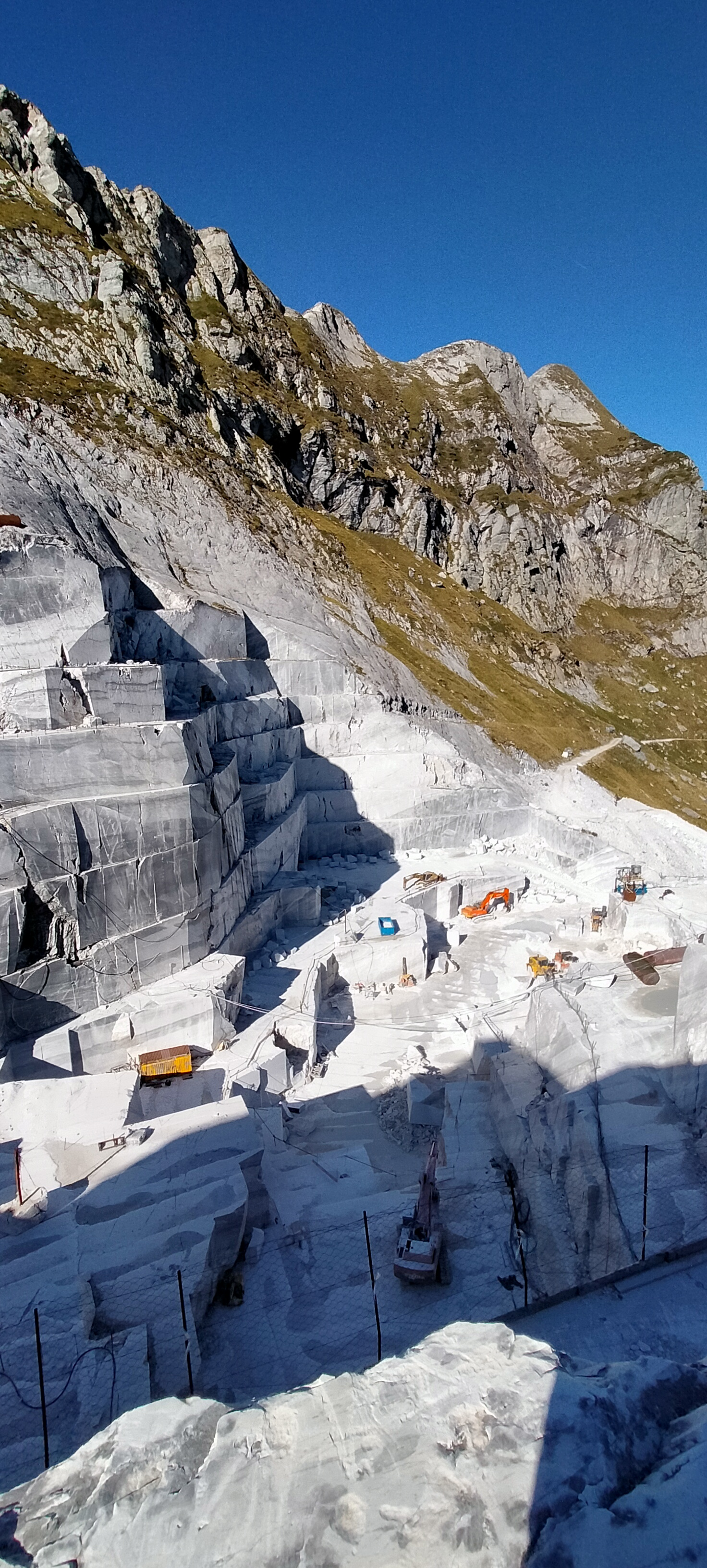
Carrière de marbre au Passo della Focolaccia à environ 1600 m d'altitude avec la modification du col

L'exploitation minière a un impact négatif  sur les aquifères en raison de la pollution des sols et des eaux, avec des implications à la fois environnementales et de santé publique.
La poussière de marbre ("marmettola" in italien), mélangée à des huiles et des boues provenant de l'excavation, doit être écollecté et supprimé, mais elle n'est souvent pas correctement gérée et finit par se disperser, constituant un problème de pollution .
à cause de la forte mécanisation et industrialisation des procédés d'extraction, d'autres polluants comme les métaux lourds et les hydrocarbures sont dispersés dans le milieu montagnard et dans les aquifères .
D'autres problèmes environnementaux sont la dispersion des poussières dans l'atmosphère , le bruit et l'abandon des déchets.
Les entreprises ont également été accusées par les écologistes de mener des opérations de greenwashing .

### Risques sanitaires pour les populations locales

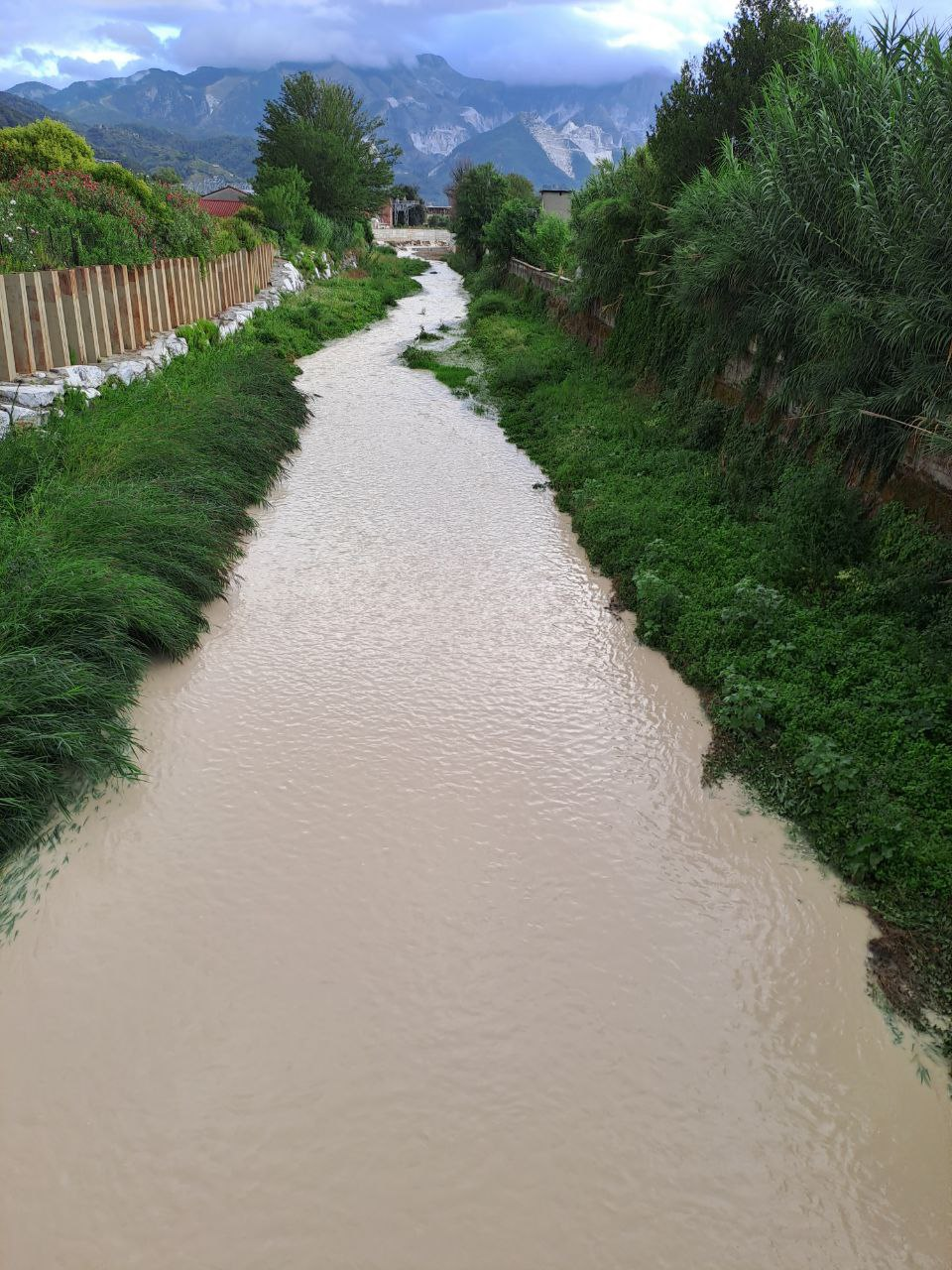
Le ruisseau Carrione envahi par les marmettes, le 28/08/2023

La santé des populations du bassin apuanais est menacée par la détérioration de la qualité de l'eau potable due à la pollution par les marmettes, contaminées par des composés chimiques dangereux tels que les hydrocarbures et les métaux lourds. 
Un autre facteur de risque est la dispersion dans l'atmosphère de la poussière de marbre qui, contenant jusqu'à 5 % de silice, peut provoquer des pneumoconioses, telles que la silicose. Bien que les camions doivent être fermés et/ou les chargements maintenus humides pour réduire la dispersion de la poussière, ces exigences ne sont souvent pas respectées .

### Destruction des habitats et des écosystèmes

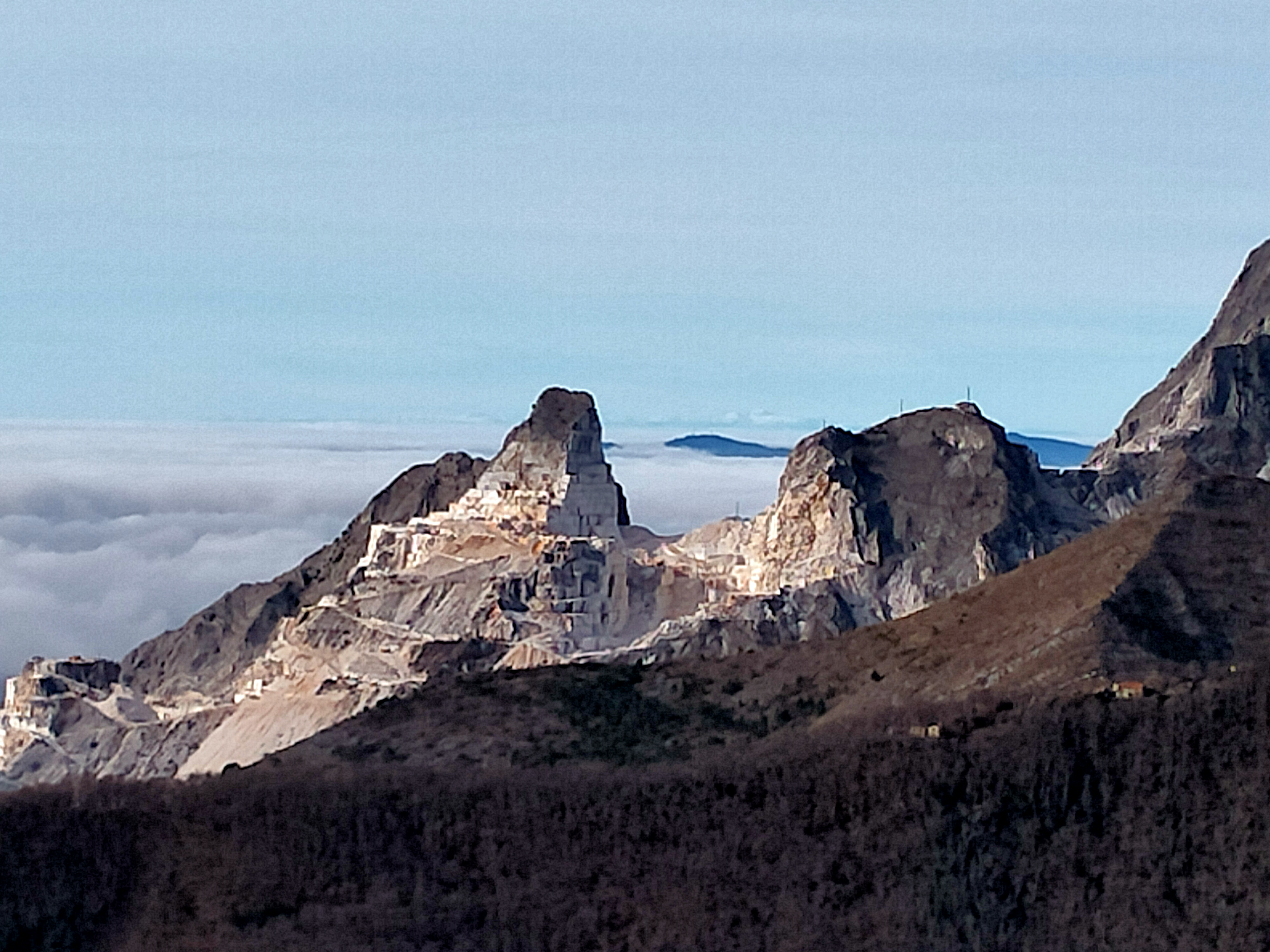
L'effet dévastateur de Cava dei Campanili, Colonnata.

Les carrières constituent une menace pour les habitats  et pour le patrimoine naturaliste  car elles provoquent la destruction de la flore, le décapage des sols et la profonde modification de le paysage.
En fait, les Alpes Apuane sont une zone de grande valeur naturaliste, à forte biodiversité et géodiversité, reconnue comme parc naturel régional et géoparc mondial de l'UNESCO. Les Alpes Apuanes contiennent environ 50% de la biodiversité toscane, y compris des endémiques . Parmi la flore et la faune, on trouve également des espèces rares et relictuelles , dont le rare triton alpestre, menacé par la Cava Valsora , (zone de importance herpétologique IT130TOS003 reconnue par la Societas Herpetologica Italica ) et par la possible réouverture de Cava Crespina II, et des espèces menacées telles que le loup et le chat sauvage d’Europe.
L'activité industrielle des carrières interfère directement ou indirectement avec un territoire protégé, faisant partie du réseau européen Natura 2000 et comprend des zones classées comme Zones Importantes pour les Oiseaux et la Biodiversité, Zones Spéciales de Protection , Zones Spéciales de Conservation, Sites d'Intérêt Communautaire, Oasis WWF, Oasi LIPU et où un projet pour la protection du loup.
Les carrières soustraient l'eau des sources , tandis que la poussière de marbre, produite par celles-ci en grande quantité, se déposant sur le lit des cours d'eau. Elle détruit des micro-systèmes constituant un risque pour l'existence de certaines espèces animales . Elle pénètre le réseau karstique, modifiant la qualité des eaux souterraines et favorisant la présence d'espèces épigées, qui menacent les souterrains, plus fragiles .

### Instabilité hydrogéologique et destruction des géosites

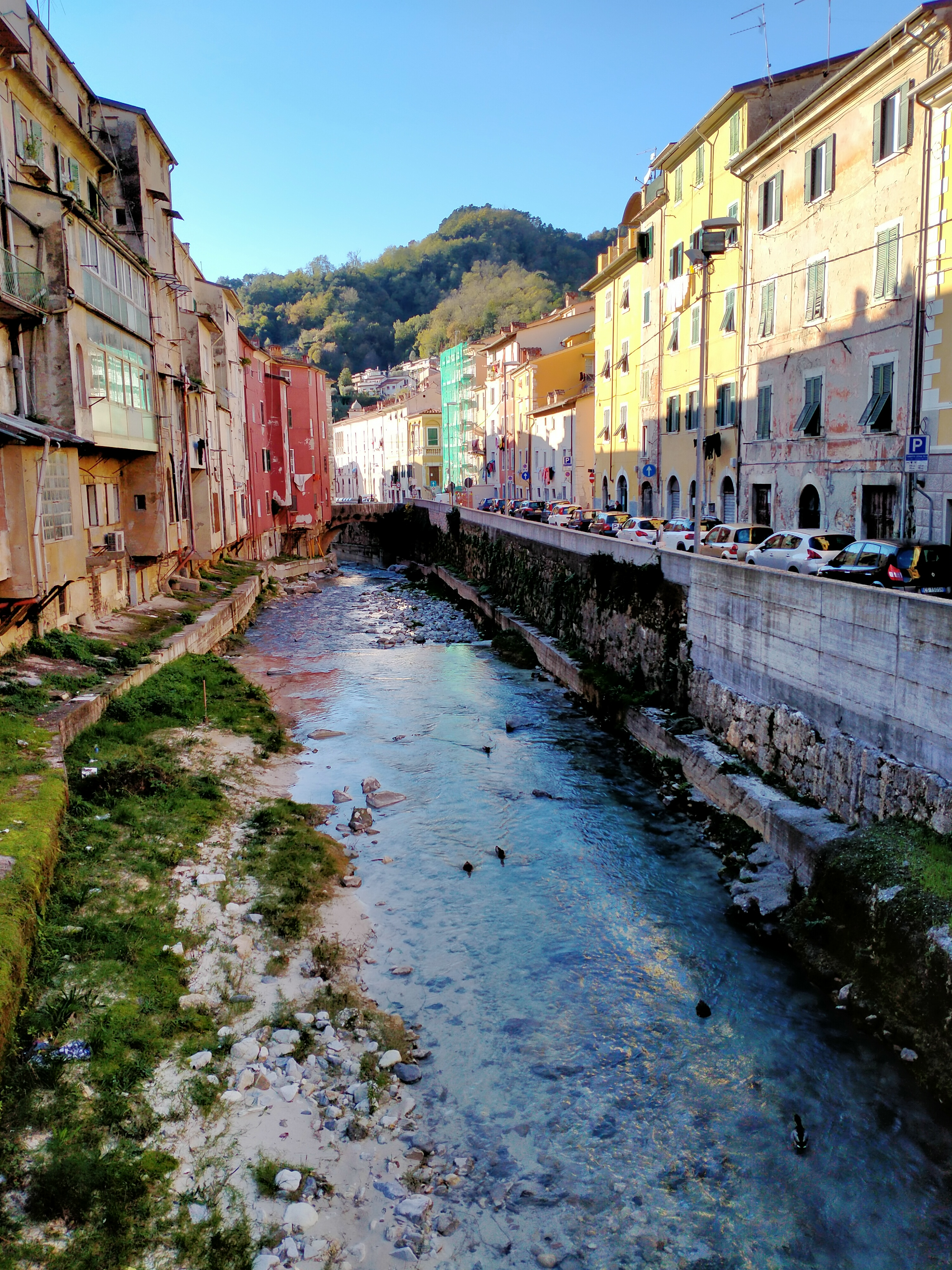
La rivière Carrione à Carrare avec le lit envahi par la boue de marbre

Les Alpes Apuanes ont été reconnues comme un géoparc mondial de l'UNESCO . Par conséquent, les carrières constituent une menace pour la géodiversité et les activités karstiques présentes. De nombreuses cavités tombent dans la zone de la carrière, bien qu'elles soient protégées, et plusieurs fois elles ont été interceptées et endommagées par l'activité minière , ou remplies de débris . Le Antro del Corchia, la plus grande grotte karstique d'Italie, aurait subi des dommages causés .
Dans les Alpes Apuanes, il y a la plus grande réserve d'eau de Toscane , mise en danger par l'exploitation minière en raison de son utilisation directe  et du déversement de débris qui obstruent les ruisseaux .
De plus, le poussière de marbre, en plus d'être contaminée par les hydrocarbures et les métaux est également polluante par action mécanique: elle s'infiltre dans le réseau karstique, modifiant les trajectoires des eaux souterraines au point de provoquer l'assèchement ou la détérioration des sources . L'effet des carrières sur les réserves d'eau locales entraîne des dommages économiques et environnementaux importants sur le territoire apuan, selon une étude publiée en 2019 dans la revue Water .
Enfin, du point de vue de l'instabilité hydrogéologique, les zones d'accumulation de débris (ravaneti en italien) récents représentent des zones à haut risque .
L'enlèvement de matériaux des montagnes et la modification de leur orographie, joue un rôle dans l'aggravation du climat local  et dans l'augmentation de la fréquence et de l'intensité des événements météorologiques extrêmes .

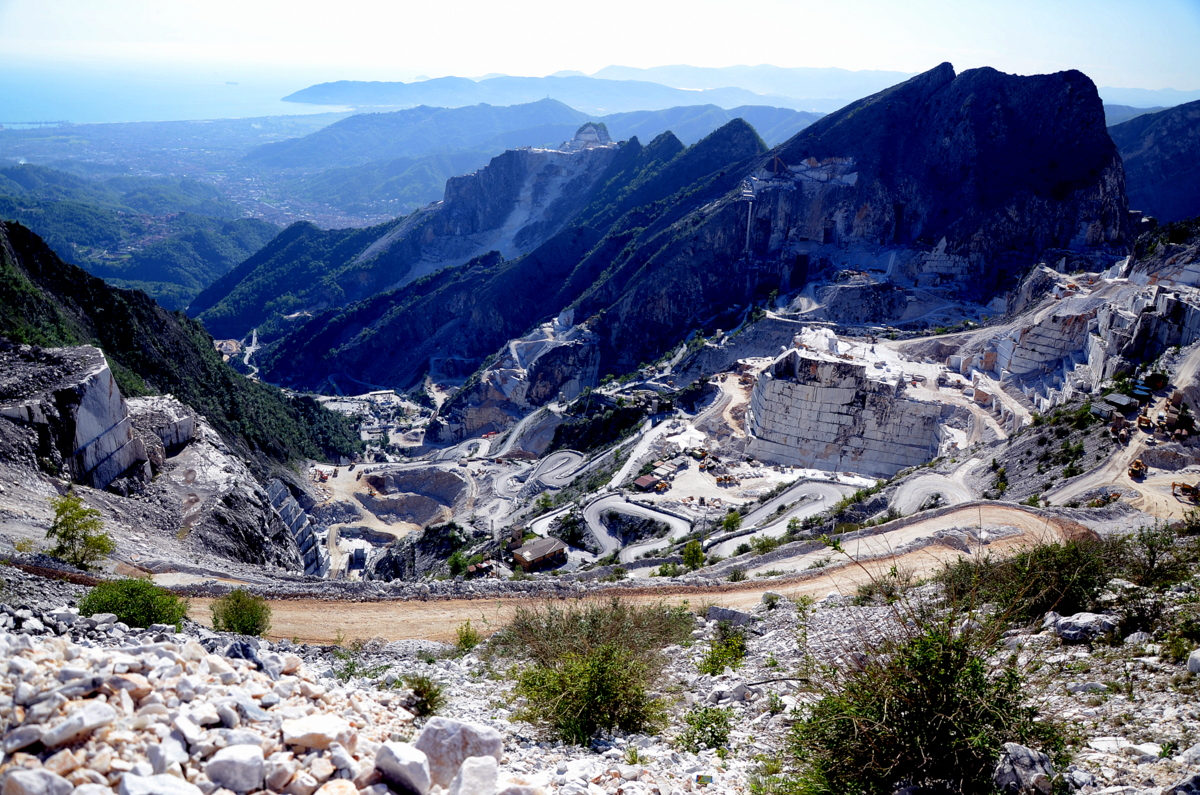
Panorama des carrières près de Carrare et des changements géomorphologiques.

Les carrières provoquent une modification irréversible à très fort impact paysager  de la morphologie des montagnes, notamment de certains pics  et crêtes . Même les profils de certaines des montagnes les plus hautes et les plus importantes de la chaîne n'ont pas été épargnés par les dommages. L'impact sur le paysage est d'une telle ampleur qu'il est visible sur les photographies prises par le satellite de la mission spatiale européenne Copernicus Sentinel-2 .
Des exemples de ces changements irréversibles sont la disparition du pic Falcovaia, dont le sommet a été entièrement enlevé (carrière de Cervaiole) , l'abaissement du Passo della Focolaccia de plusieurs dizaines de mètres, (Carrière de Piastramarina), et la perte de la sommet du Monte Carchio .
La Région Toscane, nonobstant le Code du patrimoine culturel et du paysage qui protège « les montagnes pour la partie dépassant [...] 1 200 mètres d'altitude pour [...] parcs et réserves nationaux ou régionaux, ainsi que les territoires de protection extérieure des parcs » permet des fouilles même au-delà de 1 200 m d'altitude et dans les zones du Parc Naturel Régional des Alpes Apuanes . Pour cette raison, en 2020, le parti Europe verte-Les Verts soulève la question dans les instances institutionnelles et propose un référendum d'abrogation sur ces règles régionales .
En raison de ces faits, le journal Il Fatto Quotidiano a défini le Parc Naturel Régional des Alpes Apuanes comme un " parc régional de farce " .
Toujours du point de vue de la randonnée, de l'alpinisme et de la spéléologie, les Alpes Apuanes constituent une zone de grande valeur, riche en sentiers, via ferratas (celui de Monte Procinto, ouvert en 1893, est le plus ancien d'Italie), voies d'escalade, karst cavités, abris et bivouacs, dont l'existence même est souvent menacée par l'activité des grottes . Dans les Alpes Apuanes, il y a plusieurs étapes du Sentiero Italia et de nombreuses rues et chemins anciens, dont la Via Vandelli et la Via del Volto Santo.
Enfin, la présence de machines et d'infrastructures industrielles des carrières constituent également une source de pollution visuelle d'une zone à haute valeur paysagère .

### Destruction de biens historiques et culturels
Les Alpes Apuanes sont riches en témoignages historiques, artistiques, archéologiques et culturels, couvrent une période allant du l'âge du fer, à la civilisation des Apuani, à la romaine, au Moyen Âge et à l'époque moderne et contemporaine, dont certains sont liés à la même activité minière. Les Alpes Apuanes sont parmi les rares régions d'Italie dans lesquelles des traces de la civilisation paléolithique sont restées .
Il y a aussi des témoignages de la Ligne Gothique , des luttes partisanes  et de la Seconde Guerre mondiale , comme le Parc National de la Paix de Sant'Anna di Stazzema (Parco Nazionale della Pace di Sant'Anna di Stazzema), le Parc de la Résistance à Monte Brugiana et Chemin de la Liberté (Sentiero della Libertà) à Molazzana . En 2021 le CAI a proposé la création d'un Parc Culturel des Alpes Apuanes (Parco Culturale delle Apuane) , comprenant la maison où Fosco Maraini passa ses dernières années  .
Le patrimoine culturel apuan est directement menacé par l'exploitation minière  ou mal protégé à cause de celle-ci, comme dans le cas de la carrière de Fossacava, la plus grande carrière romaine d'Europe, dont la gestion a suscité la critique des associations  . Un autre exemple est celui de l'historique Bivacco Aronte, dont l'existence même était menacée par la carrière de Piastramarina, et qui n'a été sauvée que par l'intervention du Ministère de la Culture qui en 2021 l'a déclaré «bien d'intérêt historique et artistique». .
Afin de protéger le patrimoine historique des Apuans lié à l'ancienne activité minière, l'institution du Parc Archéologique des Mines des Alpes Apuanes (Parco Archeominerario delle Alpi Apuane) a été décrétée en 2000, dont la création effective est cependant suspendue depuis 2006, malgré les avis favorables des autorités locales .
Une section de la Via Vandelli du XVIIIe siècle, bien que protégée depuis 1976 (avec D.M. 128/76), a été détruite par l'activité d'extraction (carrière Colubraia Formignacola) .
En 2017, une demande de réouverture des carrières à proximité du Palazzo Mediceo à Serravezza, classé au patrimoine mondial de l'UNESCO, a été déposée. Grâce à la mobilisation des citoyens , la demande a été rejetée .

### Impacts négatifs indirects

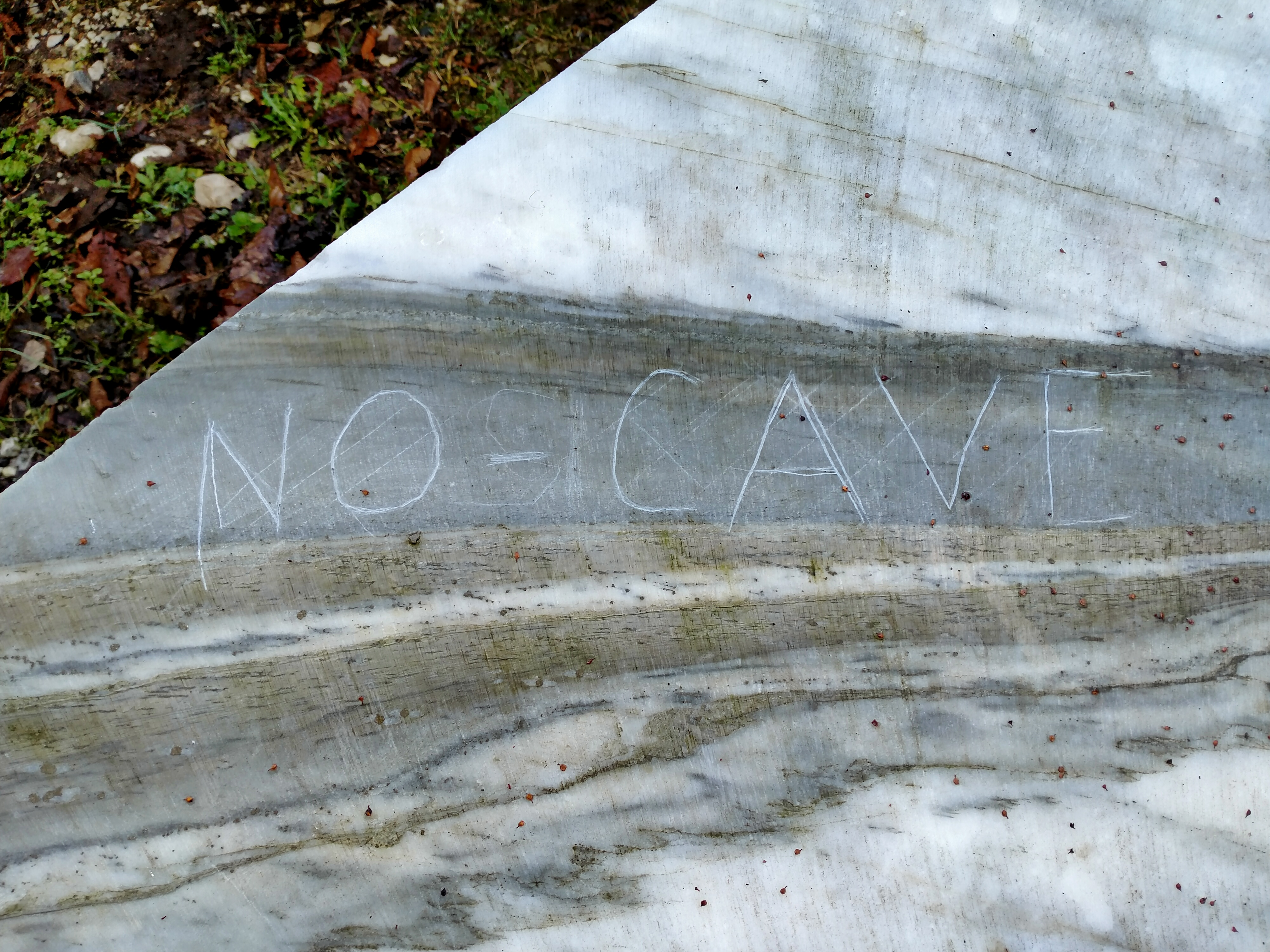
Slogan No Cav gravé dans un bloc de marbre près de l'entrée des carrières Henraux à Azzano (Seravezza)

Les impacts négatifs indirects des carrières dans le territoire des Apuans sont ceux liés au transport routier intense des matériaux extraits: accidents de la route (y compris la perte de chargement des camions), pollution atmosphérique, bruit, inconvénients de la circulation et usure des routes.
Cette pollution indirecte a un impact environnemental supplémentaire et sont à l'origine de la détérioration de la qualité de vie dans la région d'Apuane.
Un événement particulièrement désagréable a été l'effondrement de plusieurs routes à Colonnata en 2018, en raison de la présence d'une carrière à proximité.
Afin de faciliter les activités minières, la route du marbre a été construite en 2012, réservée à la circulation des camions et fermée à la circulation ordinaire. Les coûts d'entretien de la route, qui subit une forte usure, sont supportés par la communauté car les péages n'ont jamais été perçus.
Les mouvements No Cav mettent également l'accent sur les "coûts externes" de l'industrie du marbre, c'est-à-dire tous les coûts qui retomberaient indirectement sur la communauté. Selon une étude publiée en 2006 par des associations environnementales, pour chaque tonne de marbre extraite, les coûts s'élèveraient à 56 euros pour l'entreprise et jusqu'à 168 euros pour la collectivité. Un exemple de ces coûts est constitué par les dépenses substantielles engagées par les municipalités de Massa et de Carrara pour l'entretien des filtres des aqueducs, endommagés par la poussière de marbre.
Toujours en 2012, un tunnel de 5 km était prévu sous le Monte Tambura, dont l'utilité réelle a souvent été remise en question, mais qui aurait permis d'extraire une grande quantité de marbre. Les travaux, fortement opposés sur plusieurs fronts , ne furent pas réalisés.

### Faible impact économique sur le territoire

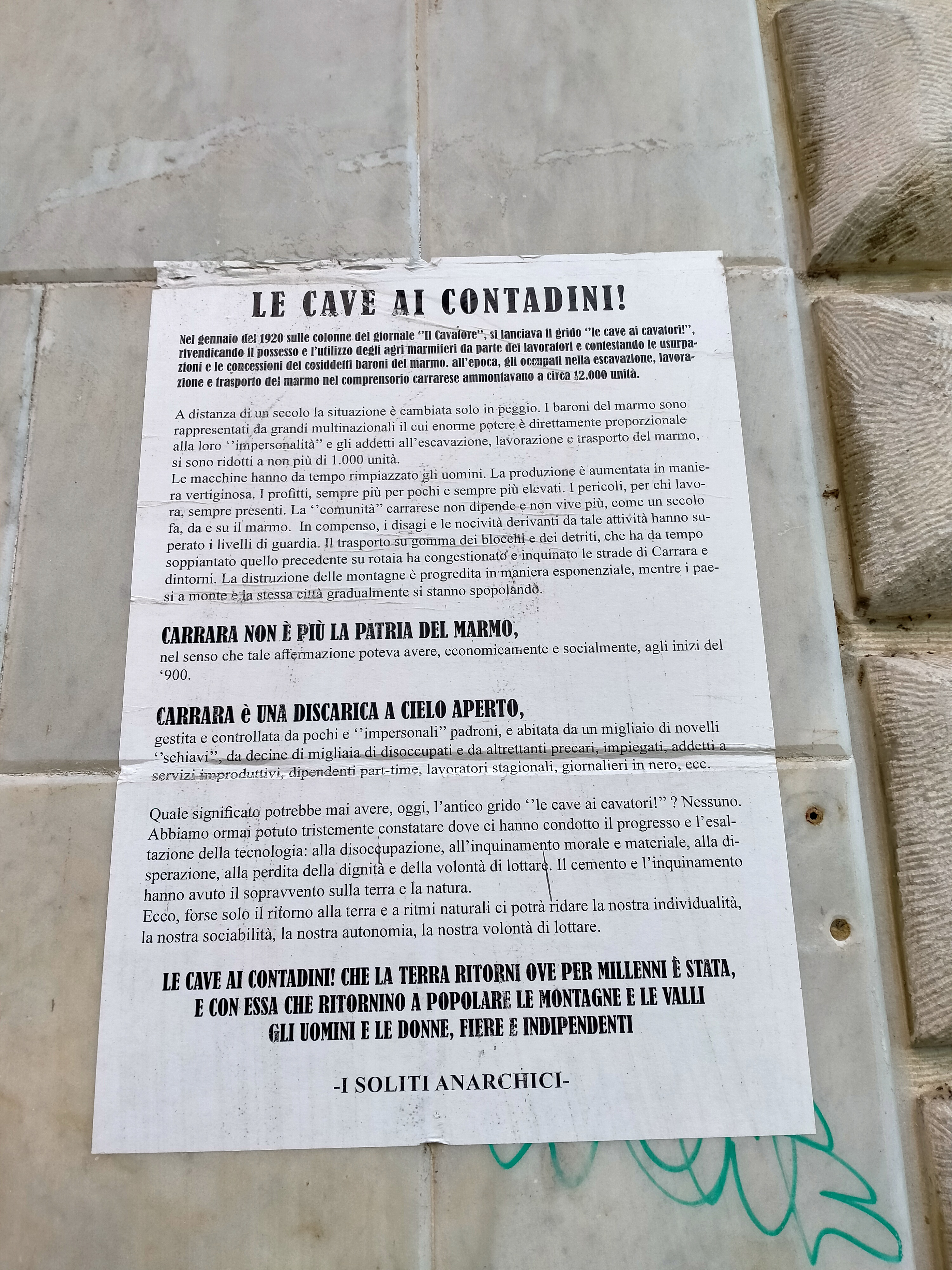
Flyer No Cav d'un groupe anarchiste, affiché sur un mur à Carrare, 2021

Selon certains observateurs, dont Il Sole 24 Ore, l'impact économique positif de l'industrie du marbre sur le territoire diminue . Même sur le plan de l'emploi, le secteur serait en déclin: selon le Corriere della Sera, le nombre d'employés directs dans les carrières serait passé de 16 000 dans les années 1950 à environ 1 000 aujourd'hui .
Pourtant, alors qu'en 1920, on extrayait moins de 100 000 tonnes de marbre par an, on en extrait aujourd'hui jusqu'à 5 millions .
En outre, la majeure partie du marbre extrait des blocs n'est plus transformée à Carrare ou en Italie  et le secteur de la transformation de la pierre offre de moins en moins de travail , qui plus est mal payé  et dans des conditions de sécurité souvent jugées insuffisantes . En outre, selon certains médias nationaux, ne reçoivent que des revenus minimes de l'exploitation des carrières  et parfois même la totalité du montant dû ne serait pas payée .
A ces considérations, il faut alors ajouter les «coûts externes» de la transformation du marbre, c'est-à-dire les coûts indirects supportés par la collectivité, qui seraient environ trois fois ceux supportés directement par les sociétés minières .
Certains observateurs ont évoqué les effets du secteur de la pierre sur le territoire apuan comme un exemple de capitalisme prédateur ,, allant même jusqu'à comparer la réalité économique locale à celle typique des colonies . Raul Zibechi, par exemple, a parlé de « l'harmonie du modèle extractiviste avec l'expérience coloniale » précisant que « dans la sphère économique, l'extractivisme a produit des économies d'enclaves similaires à celles induites dans les colonies » . En effet, la propriété de nombreuses carrières est entre les mains de multinationales étrangères , dont la famille Ben Laden .
Le manque d'attention au territoire et aux carriers  est un thème ancien ; même Charles Dickens, lorsqu'il visita les carrières de Carrare en 1845, fut frappé par le retard du système de production, à tel point qu'il accusa le duc de Modène, alors seigneur de la ville, de l'avoir abandonnée, comme le rapporte son ouvrage Pictures from Italy .
La présence de l'exploitation minière, par sa nature non renouvelable et considérée comme non durable , est également considérée comme un frein à tout modèle de développement économique alternatif et renouvelable, qui valorise le potentiel touristique et agroforestier des Alpes Apuanes .
Enfin, il convient de noter que le statut juridique de la propriété de nombreuses carrières apuanes est complexe et trouve son origine dans le concept d '« actifs estimés » et dans un édit de la comtesse Maria Teresa Cybo Malaspina de 1751. Bien qu'en 1995 la Cour constitutionnelle ait ordonné que les concessions des carrières soient toujours temporaires , en octobre 2016 elle a partiellement accepté le recours de certaines entreprises privées, dont Omya, contre la loi régionale 35/2015 qui aurait assimilé les carrières parmi les actifs municipaux indisponibles, établissant que certains (les plus «anciens») devaient être considérés comme «privés», d'autres «publics» et d'autres encore avec des parts variables des deux régimes , malgré l'appel de nombreux intellectuels contre la prétendue «privatisation» . Le tribunal a également précisé que légiférer sur cette question est une compétence étatique et non régionale, par conséquent, le 12 octobre 2021, le Movimento 5 Stelle a demandé la programmation de la discussion parlementaire sur la loi régionale toscane 35/2015, afin d'incorporer le "actifs estimés" dans les domaines communaux .
La Cour suprême a également exclu en 2018 que l'usucapione sur le marbre agricole puisse être appliquée .
Certaines carrières situées dans les municipalités de Vagli Sotto et Stazzema (Arni) exigent des terres à usage civique, malgré le fait que l'activité d'excavation y soit interdite, conformément à la sentence n °. 6132 du 21 septembre 2021 de la Cour d'Appel de Rome .

### Utilisation éphémère du minéral: passage de l'art aux additifs industriels

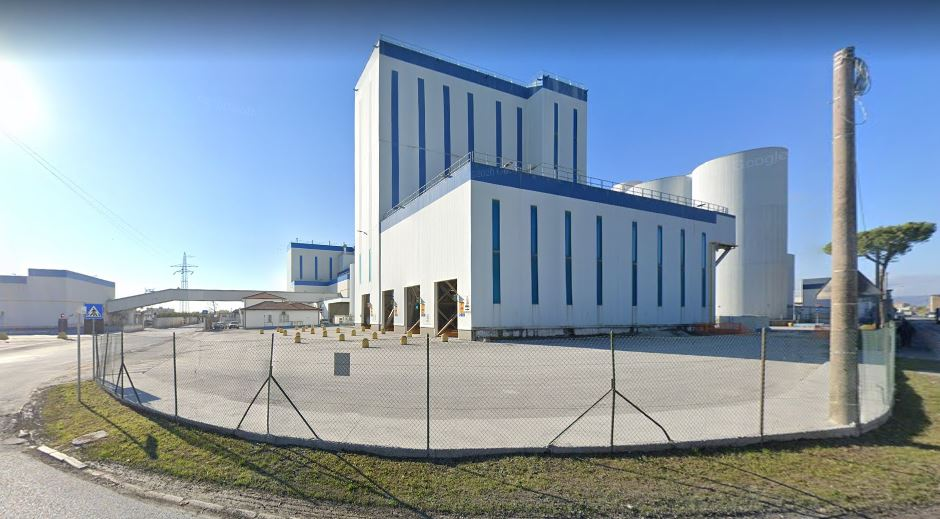
Usine Omya à Carrare

Le fait qu'en moyenne environ 75% de l'extrait dans les carrières consiste en des flocons pulvérisés par la suite pour produire du carbonate de calcium, transformés par des multinationales comme Omya  et destinés à des usages industriels, alors que seuls 25% est la pierre utilisée principalement dans le secteur de la construction  et que seulement 0,5% est encore utilisé dans le domaine de l'art qui a fait la renommée du marbre de Carrare , c'est un autre argument souvent utilisé en faveur de fermer les carrières. Dans certains, en particulier ceux du bassin de Torano, des pourcentages de débris allant jusqu'à 94% sont atteints, selon les données du pont- bascule public de Carrare . Le problème de la très grande quantité de déchets produits par les carrières apuanes est bien connu depuis longtemps, à tel point qu'un article du Scientific American de 1907 l'examinait déjà . Pour tenter d'atténuer cette situation, Legambiente a proposé, comme observations au PABE de Carrare présentées ces dernières années, de limiter l'activité minière à des zones où la fracturation du marbre est moindre et d'utiliser l'extraction dans un tunnel à basse altitude, ce qui permettrait de atteindre rapidement le minéral peu fracturé, au lieu de l'excavation superficielle. Cependant, cet appel est resté lettre morte . En effet, selon les industriels eux-mêmes, les secteurs porteurs pour l'avenir des carrières de marbre seraient ceux des remplissages marins, des récifs, des filtres et des toiles .
En 2022, le nouveau Plan de Carrières de la Région Toscane a imposé un rendement minimum de blocs ou dalles de 30% (qui peut être réduit à 25% dans le bureau municipal) sur le matériel commercialisable afin d'obtenir une nouvelle autorisation. Les industriels ont présenté un rappel au Tribunal administratif régional contre cette prévision, la perdant .

### Infiltration présumée de la mafia et illégalité généralisée
Piero Franco Angeloni dans son livre Les années sombres de la République (Gli anni bui della Repubblica) affirme qu'il y a eu une infiltration mafieuse dans le monde des carrières carraraises des années 1980 à 1992 .
Selon cette reconstruction, en 1982, Raul Gardini a introduit Cosa Nostra dans l'entreprise Calcestruzzi, dirigeant du groupe Ferruzzi de son beau-père Serafino Ferruzzi, par l'intermédiaire d'Antonino et Salvatore Buscemi, hommes de Totò Riina. La direction des carrières de Buscemi aurait placé son beau-frère Girolamo Cimino . En 1987, Lorenzo Panzavolta, dit «il Panzer», associé de Ferruzzi, recommanda d'acquérir Sam et Imeg (qui faisaient alors partie d'Eni), qui contrôlaient la plupart des bassins de marbre de Carrare. Des pots-de-vin auraient également été versés à certains politiciens afin d'obtenir une série de contrats publics en Sicile liés à la désulfatation et à l'élimination des déchets des anciennes usines d'Enel, dans lesquelles des granulés de marbre étaient utilisés, et que Gardini a remportés. La mafia aurait également géré le trafic illégal de déchets, notamment à travers les soi-disant « navires de poisons » au départ du port de Carrare et de La Spezia. À la suite du meurtre de l'entrepreneur Alessio Gozzani, le procureur Augusto Lama a ouvert des enquêtes sur les infiltrations mafieuses à Carrare, mais l'enquête a été stoppée par le ministre de l'époque Claudio Martelli. L'enracinement du crime organisé dans la ville est également attesté par le meurtre de l'ingénieur Alberto Dazzi à cause d'une voiture piégée en 1991 . Selon certaines hypothèses, une partie des explosifs utilisés dans les massacres mafieux de 1992 proviendraient des carrières apuanes .
Non seulement au cours de cette période, les carrières  Apuanes ont été attaquées à plusieurs reprises par la justice pour de prétendues infiltrations mafieuses .
Après divers changements de mains, peu transparents selon l'Assemblée permanente de Carrare , en 2014 50 % des actions de Marmi Carrara (née des cendres de Sam-Imeg) passèrent au prince Bakr Ben Laden, de la Famille Ben Laden qui en 2017 a été arrêté pour corruption en Arabie Saoudite . À cette époque, sa compagne de Carrare subit un vol avec agression dans sa villa, qui, selon l'Assemblée permanente de Carrare, pourrait en réalité être liée à uncircuit de blanchiment d'argent .
Par ailleurs, l'Assemblée permanente de Carrare, en collaboration avec les journalistes Pier Paolo Santi et Francesco Sinatti, a émis des soupçons sur la prétendue gestion criminelle des déchets liés aux carrières Apuanes, dans les années 2000 et 2010 ,.
De plus, de nombreuses enquêtes ont suivi pour délits environnementaux , dans le domaine de la santé et sécurité , droit du travail , corruption  et évasion , au point que de prétendus «systèmes mafieux»  sont parfois évoqués, par exemple dans le livre Terra Bianca de Giulio Milani .
Au cours de leurs années de militantisme, les militants du No Cav ont subi diverses menaces , attaques  et intimidations .
Épisode troublant de sabotage du véhicule de Sandro Manfredi représentant de l'Assemblée permanente de Carrare et du Présidium Apuane du Groupe d'intervention judiciaire en 2018 , heureusement sans conséquences graves, à la suite duquel il a été organisé une manifestation de solidarité .
Le 17 février 2021, la voiture du président du Parc Naturel Régional des Alpes Apuanes, Alberto Putamorsi, a pris feu dans la nuit . En mai 2020, le domicile du président a été perquisitionné  dans le cadre d'une enquête pour corruption et contrats truqués connue journalistiquement sous le nom de «système Vagli»  (du nom de la commune de Vagli Sotto, au centre de l'enquête) et qui avait également conduit à la saisie de Cava Prispoli ,. Les soupçons d'incendie se sont dirigés à la fois vers le monde du marbre et vers les écologistes .
L'Observatoire méditerranéen sur le crime organisé et les mafias, de la Fondation Caponnetto, dans son rapport 2020 signale la présence dans la province de Massa-Carrara de nombreux groupes criminels organisés .

### Sécurité et décès au travail
L'extraction de pierre dans le bassin des Alpes Apuanes a toujours été une activité à haut risque qui, au fil des siècles, a tué des centaines de vies . Beniamino Gemignani dans son livre L'Œuvre et ses martyrs. Dans les carrières Apuan et Garfagnana (Il lavoro e i suoi martiri. Nelle cave apuane e di Garfagnana  (ISBN 9788871490588)) dresse une liste des nombreux accidents mortels depuis l'époque du duché de Modène jusqu'à nos jours, dont certains ont impliqué de nombreux travailleurs en même temps . Par exemple, dans un de 1864 il y avait onze morts . L'industrialisation de plus en plus poussée du secteur entraîne une diminution des accidents mortels, qui restent néanmoins très nombreux (22 décès en 1965 ).
Dans les années 2000 et 2010, on comptait en moyenne un blessé tous les deux jours (1 258 entre 2005 et 2015)  et un mort par an. Quant aux carrières: une en 2006, une en 2007, une en 2010, une en 2012, deux en 2015, quatre en 2016, aucune en 2017, deux en 2018 . Dans la chaîne d'approvisionnement, en revanche, il y a eu 1 340 blessés et trois accidents mortels, entre 2006 et 2018, pour un total de quinze morts en douze ans , avec un pic entre 2015 et 2016 .
Selon les données recueillies par l'ASL locale, entre 2006 et 2015, il y a eu en moyenne 102 accidents par an dans les carrières de Carrare; considérant qu'il y avait 700 à 800 personnes employées dans les sites d'extraction, cela signifie une incidence d'une personne blessée pour sept travailleurs . Comme le rapporte le Corriere della Sera, selon la Lega dei Cavatori, ces données pourraient être falsifiées à la baisse en raison du chantage qui pousserait les travailleurs à ne pas déclarer les accidents .
Depuis 2006, les blessures non mortelles diminuent, mais les blessures mortelles augmentent malheureusement . Cependant, depuis 2021, année où la Région Toscane a interrompu le programme spécial d'inspections de sécurité dans les carrières , le nombre d'accidents non mortels a également recommencé à augmenter .

## Objectifs et propositions

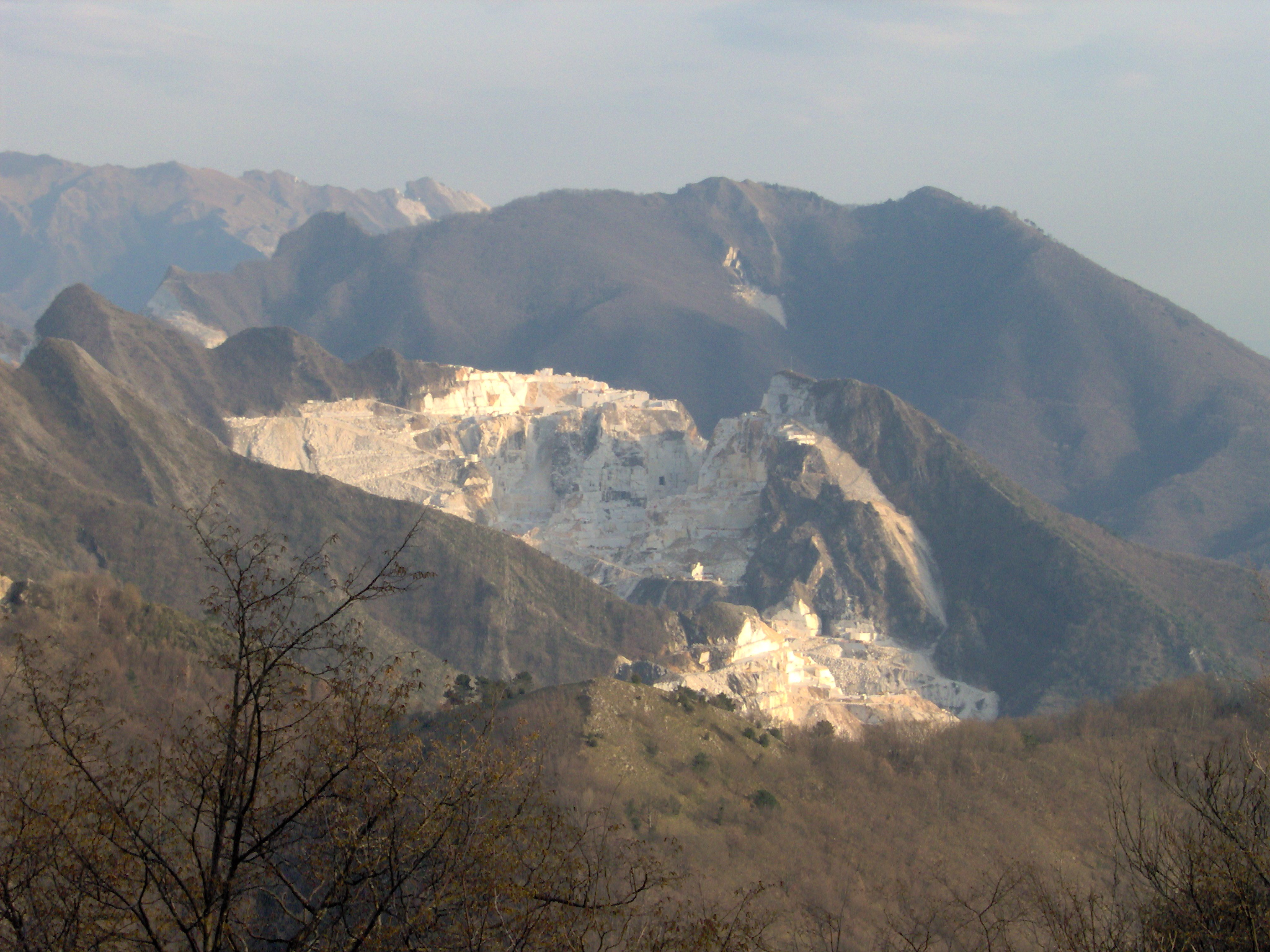
Les carrières vues de Campocecina, avec la modification de certains sommets.

Les positions des différents groupes No Cav convergent sur la nécessité de la protection environnementale des Alpes Apuanes, par exemple à travers la création d'un nouveau parc national  ou leur fusion avec le déjà existant et contigu Parc national de l'Apennin tosco-émilien
 et, surtout, sur l'objectif de la fermeture des carrières de marbre.
La plupart des groupes, comme Legambiente , C.AI. , Salviamo le Apuane et d'autres, se sont fixé comme objectif la fermeture progressive des carrières, à commencer par celles qui relèvent du Parc Régional des Alpes Apuanes , sans choc sur l'emploi, l'inclusion des Alpes Apuanes dans un parc national, et la suppression des dérogations régionales pour les carrières . Ils recherchent également la médiation avec les industriels et le dialogue avec les forces politiques et les institutions .
Par exemple, déjà en 2010, Salviamo le Apuane avait promu un plan articulé appelé "PIPSEAA" (Plan de programme de développement économique alternatif pour les Alpes Apuanes)  pour une transition économique progressive du territoire qui lui permettrait de se distancer du marbre sans choc sur l'emploi . Puis, en 2016, avec un groupement d'associations, ils ont signé un document intitulé Manifeste pour les Alpes Apuanes , dans lequel un plan de transition économique verte était détaillé, pour amener le territoire Apuane à se libérer de l'approvisionnement en marbre et se tourner vrts le tourisme et la production agroforestière.
Cependant, il existe aussi des positions minoritaires plus intransigeantes, qui souhaiteraient la fermeture rapide de toutes les carrières, y compris celles situées hors du Parc régional des Alpes apuanes .

## Couverture médiatique

### En Italie
De nombreux articles ont paru dénonçant la situation environnementale des Apuanes dans les médias nationaux, tels que Il Corriere della Sera , La Repubblica , Il Fatto Quotidiano , Huffington Post , Internazionale , Il Messaggero , Il Manifesto , Il Foglio , Libero , Adnkronos , Affairitalani , L'Indipendente, VD News , Focus , Il Giornale dell'arte , Arte , Artribune , Arte Magazine , Finestre sull'arte , Altreconomia , GreenMe , Lifegate  et Nova Lectio . Même RAI en 2014  et 2015  traitait de la «fouille sauvage des Alpes Apuanes» dans un reportage sur TG1.

### À l'étranger
Quant à la diffusion internationale de l'affaire No cav, d'importants médias étrangers tels que Newsweek , Reader's Digest , The Guardian ,, Le Monde , Le Figaro , Deutsche Welle , Arte , TV Svizzera  et SwissInfo  ont mené des enquêtes sur les dommages environnementaux des carrières. En 2012, un article dans Der Spiegel  a suscité un grand intérêt en Allemagne 

## Dans la culture de masse

### Films et télévision
- Cosa c'è sotto le nuvole, documentaire de 2004 réalisé par Alberto Grossi présenté au Trento Film Festival [246]
- Aut Out, documentaire de 2010 réalisé par Alberto Grossi finaliste [247] au Trento Film Festival [248]
- Anthropocène - L'âge humain, docufilm canadien de 2018 diffusé dans les cinémas du monde entier, où celui des Alpes Apuanes figure parmi les 43 grandes catastrophes environnementales contemporaines [249], et qui a donné à la cause No Cav une visibilité mondiale.
- Cave Canem, documentaire de 2019 réalisé par Alberto Grossi sur les impacts des fouilles dans les Alpes apuanes [250]
- Carie , un documentaire de 2020 réalisé par Achille Mauri, Marzio Nardi et Federico Ravassard (photographie de Roberto Gianocca et Achille Mauri), qui a également été suivi d'une exposition, d'un fanzine et de débats thématiques, axés sur l'impact paysager des carrières Alpes Apuanes et leur potentielle reconversion dans une perspective tourisme-sportive [251].

En 2021, la chaîne de télévision Dmax crée l'émission Men of Stone , diffusée par Discovery+, relative à l'extraction du marbre dans les Alpes Apuanes, et notamment dans les carrières de l'entreprise Henraux Spa , suscitant des critiques du monde écologiste  et du CAI , car il est considéré comme un commercial en faveur de «la destruction aux dépens de la nature» . À la fin de l'année, la sortie de la deuxième saison a suscité de nouvelles critiques .

### Livres
- Elia Pegollo, Emozioni apuane. Non solo marmo (Émotions apuanes. Non seulement le marbre), Res Edizioni, 2003,  (ISBN 9788889048009). Livre photographique créé par un militant historique du No Cav pour sensibiliser le public à la valeur environnementale des Alpes Apuanes.
- Giulio Milani, La terra bianca. Marmo, chimica e altri disastri (La terre blanche. Marbre, chimie et autres catastrophes), Laterza, 2015,  (ISBN 9788858119754). Concernant les impacts environnementaux des carrières et autres activités industrielles à Carrare et leur prétendue gestion illégale.
- Piero Franco Angeloni, Gli anni bui della Repubblica. Aneddoti di vita professionale (Les années sombres de la République. Anecdotes de la vie professionnelle), Booksprint, 2016,  (ISBN 9788824900829). Concernant une prétendue infiltration de la Cosa Nostra dans le territoire apuane entre les années 1980 et 1992, retraçant les enquêtes lancées au début des années 1990 par le juge Augusto Lama, et auxquelles l'auteur lui-même a collaboré.
- Beniamino Gemignani, Il lavoro e i suoi martiri. Nelle cave apuane e di Garfagnana (Le travail et ses martyrs. Dans les carrières Apuan et Garfagnana), Editrice Apuana, 2017,  (ISBN 9788871490588). Collection documentée d'accidents mortels du travail survenus dans les carrières des Apuanes depuis l'époque du duché de Modène jusqu'à nos jours.
- Gianluca Briccolani, L'altezza della libertà. Viaggio tra l'essenziale bellezza delle Alpi Apuane (Le comble de la liberté. Voyage à travers la beauté essentielle des Alpes Apuanes), Polistampa, 2018,  (ISBN 9788859618997). Récit photographique textuel et autobiographique axé sur la traversée des Alpes Apuanes réalisée seul par l'auteur et contenant de nombreuses observations et réflexions approfondies sur le fort impact paysager et environnemental des carrières Apuanes.

### Art
- Cave Hominem, un projet artistique de 2012 de la photographe Raffaella Castagnoli, axé sur l'impact anthropique sur les Alpes apuanes et publié dans le magazine LensCulture [258].
- Apuan Carbonate, projet artistique de 2015 du photographe Andrea Foligni, centré sur la disparition des Alpes Apuanes transformées en carbonate de calcium pour les biens de consommation. Il était parmi les finalistes des LensCulture Exposure Awards [259].
- Whiter, un projet artistique de 2017 du photographe Andrea Foligni, concernant la pollution de la marmettola dans les voies navigables des Apuanes. Il a été finaliste aux Sony World Photography Awards, section Contemporary Issues , et a été exposé à Londres [260].
- White Gold, série de photographies de Luca Locatelli du lauréat 2018 des Sony World Photography Awards [261]. Ces clichés ont été publiés par le New York Times accompagnant un article sur le marbre de Carrare qui, s'il n'abordait pas directement la question de l'impact environnemental et paysager de la fouille, soulignait la diffusion mondiale massive du marbre de Carrare pour des usages de construction et non plus artistique[262],[263],[264].
- Alpi Apuane, projet photographique de Primož Bizjak réalisé à partir de 2014 et exposé en 2018 au CAP (Centro Arti Plastici) de Carrare, relatif à l'anthropique des carrières Apuanes[265].
- Wolf Mountain, photographie de Lorenzo Shoubridge (artiste qui, dans diverses interviews, s'est prononcé contre les carrières [266]) représentant des loups la nuit près de Monte Corchia [267] et lauréat du Wildlife Photographer of the Year en 2020 .
- E se fossimo noi le Alpi Apuane? (Et si nous étions les Alpes Apuanes?) [268] Projet narratif et visuel de Garfagnana Dream[269], illustré par Naomi Zanardo [270].

## Critique du mouvement No Cav

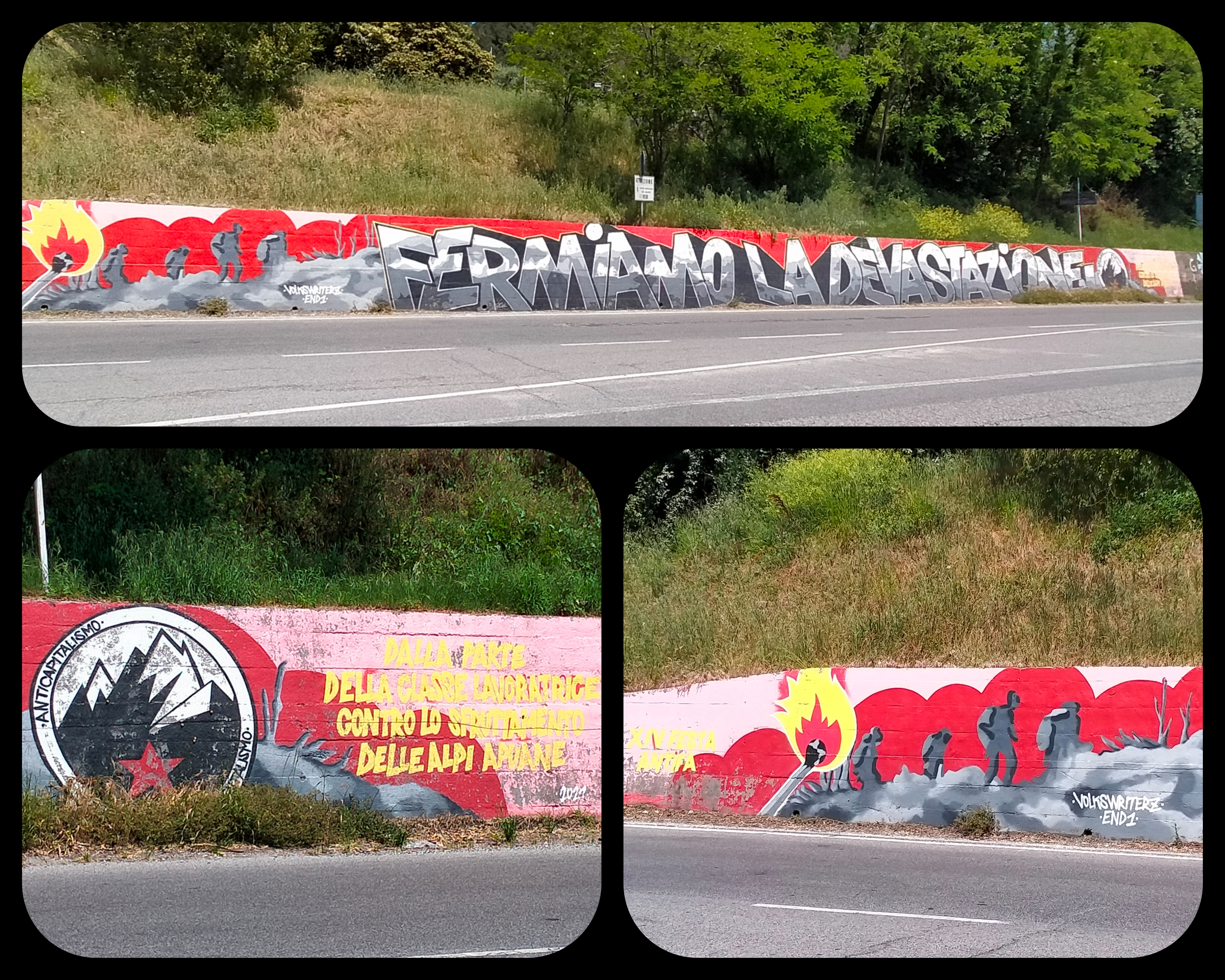
Peinture murale anticapitaliste No Cav le long de la route nationale SS1 Aurelia près de Montignoso

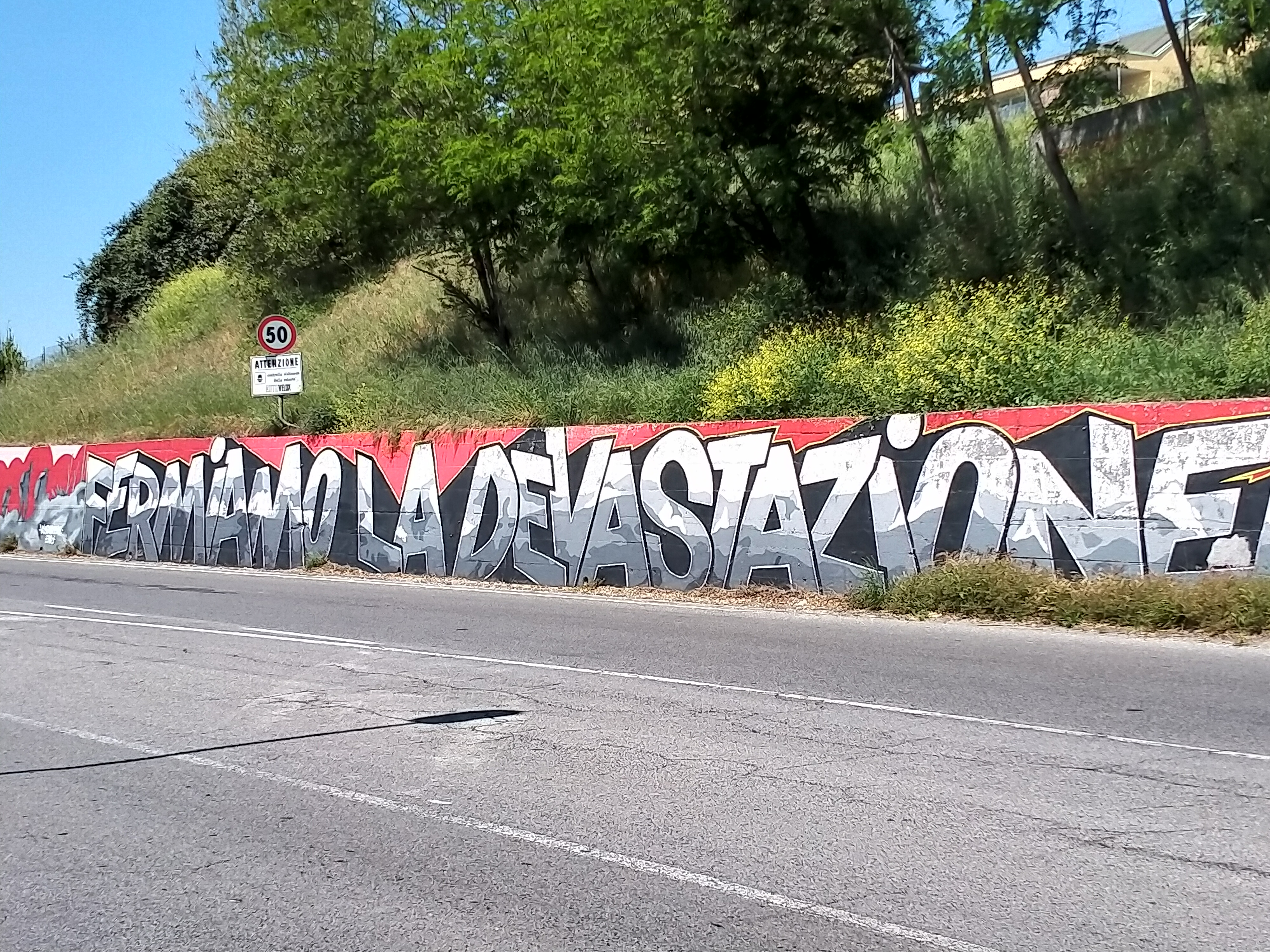
Détail de la fresque No Cav à Montignoso

Confindustria, certains  syndicats de carriers , certains partis politiques  et administrateurs locaux  et des personnes favorables à la carrière  ont souvent critiqué le mouvement No Cav.
Parmi celles-ci, la plus courante concerne le fait que les carrières génèrent des richesses et des emplois qui disparaîtraient si les objectifs des No Cavs étaient atteints . Ces derniers réagissent en présentant des plans détaillés de reconversion économique, visant à maintenir, sinon à augmenter, l'emploi et la richesse du territoire. De plus, ils ont souvent contesté les données présentées par les industriels  les accusant de pratiquer un «chantage professionnel»  et de construire un «faux conflit environnement-emploi» .
Une autre critique adressée au mouvement est celle de diffuser des informations fausses ou partielles . Les No Cavs ont répondu à ce constat en présentant des dossiers détaillés et conséquents, souvent élaborés en collaboration avec des experts, comme le Report Cave de Legambiente .
Les partisans des carrières estiment également que les No Cavs ne respecteraient pas la tradition et l'identité du territoire apuane, qui a toujours été voué à l'extraction du marbre . Les No Cavs répondent à cette critique en soulignant comment l'extraction traditionnelle du marbre a aujourd'hui disparu depuis des décennies, au profit de l'extraction industrielle d'aujourd'hui bien plus dévastatrice et qui n'a plus rien à voir avec l'identité historique des Alpes apuanes .
En 2018, à la suite de la diffusion d'un échange de mails entre l'activiste historique Franca Leverotti (membre du GrIG et à l'époque présidente d'Italia Nostra) et certains organismes publics, un industriel du marbre la poursuit pour calomnie et diffamation, mais le tribunal déboute la procédure, arguant que ce qu'elle rapportait correspondait à la vérité . Toujours à la suite du même signalement, une deuxième plainte à son encontre a été déposée par la commune de Vagli Sotto, cette fois pour atteinte à l'image, avec une demande d'indemnisation de 5,5 millions d'euros. La solidarité avec lui a été exprimée par les manifestants du No Cav devant le tribunal. En 2022, à l'issue d'un long procès, le tribunal civil de Massa a jugé que la plainte n'était pas fondée, condamnant en revanche l'ancien maire Mario Puglia et la municipalité de Vagli Sotto à payer 6 700 000 euros chacun au titre des frais de justice.
Le mouvement est alors accusé de créer un climat de haine envers les carriers et les activités extractives et de ne pas vouloir dialoguer avec la partie adverse, ayant parfois des attitudes agressives . Les No Cavs ont rejeté ces accusations, déclarant que l'exact opposé serait vrai. À cet égard, il convient de noter qu'en 2021, le mouvement Salviamo le Apuane a proposé une hypothèse de médiation et de solution du conflit environnemental dans les Alpes Apuanes, immédiatement reprise par le parti Europe verte-Les Verts.
Parfois, le mouvement a également été accusé de sabotage présumé et d'attaques écoterroristes, d'insultes , de menaces , de l'intrusion et d'autres crimes .
Le 17 février 2021, la voiture du président du Parc Naturel Régional des Alpes Apuanes, Alberto Putamorsi, a pris feu dans la nuit. Depuis mai 2020, la maison du président a été perquisitionnée  dans le cadre d'une enquête sur la corruption et les contrats truqués connus journalistiquement sous le nom de " Système Vagli "  (du nom de la ville de Vagli Sotto, au centre de l'enquête) et qui avait également conduit à la saisie de Cava Prispoli , les suspicions d'incendie se dirigeaient à la fois vers le monde du marbre et vers les écologistes .
En août 2021, il y a eu une attaque présumée contre une carrière à Gorfigliano avec des moyens mécaniques incendiés dans la nuit ; acte dont les écologistes ont pris leurs distances  et sur lequel une enquête est en cours.
Les accusations d'actions violentes ou illégales ont toujours été rejetées par les No Cavs , qui ont exprimé leur solidarité avec les victimes .